# Tesla (česká firma)
TESLA, akciová společnost, je český výrobce a dodavatel speciální radiokomunikační a zabezpečovací elektrotechniky pro vojenské a komerční použití.
Od svého založení v roce 1946 až do roku 1990 fungovala TESLA jako národní podnik – koncern, se sídlem v Praze – Strašnicích. Ten sdružoval desítky jednotlivých národních podniků (a jejich závodů a provozoven) v celém Československu pro výrobu jednak malé elektrotechniky (žárovky, mikrospínače aj.), jednak kompletní obor elektroniky od pasivních i aktivních mikroelektronických součástek (rezistory, elektronky, tranzistory, integrované obvody, LED, obrazovky, reproduktory, ovládací prvky aj.) přes spotřební elektroniku (rozhlasové a televizní přijímače, gramofony, kotoučové i kazetové magnetofony, přehrávače CD a videokazet atd.) až po velkou investiční elektroniku pro profesionální a vojenské využití (vysílače, kompletní audiořetězce pro divadla a kina, telefonní ústředny, radary atd.). Největšími odběrateli v té době byly zejména socialistické státy v rámci RVHP.
Za světově nejznámější komerční výrobek TESLA lze patrně považovat malý stolní rozhlasový přijímač Tesla 308U Talisman, jehož design ve stylu art deco vytvořil Igor Didov z n. p. TESLA Bratislava a který byl tamtéž vyráběn v letech 1953 až 1958. Obdobně populární býval i kotoučový magnetofon Sonet duo (TESLA Pardubice, 1959 až 1965). V odvětví vojenské elektroniky je obecně známým vojenský pasivní radiolokátor KRTP-86 Tamara (TESLA Pardubice, 1986), který jako jediný na světě dokázal odhalit i vojenské stealth bombardéry.

## Historie

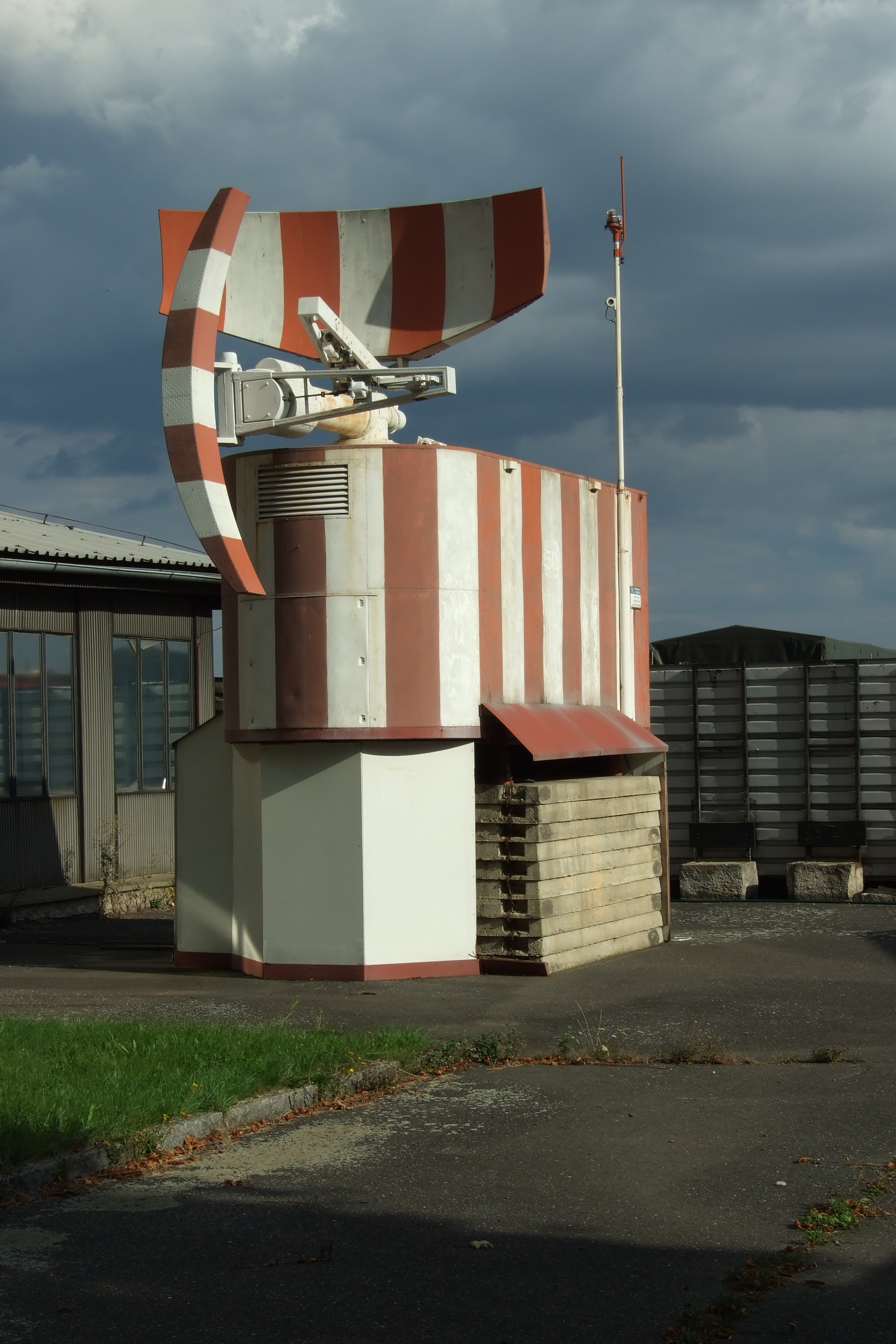
Radar řízení letového provozu Tesla OPRL-4 v Leteckém muzeu Kbely

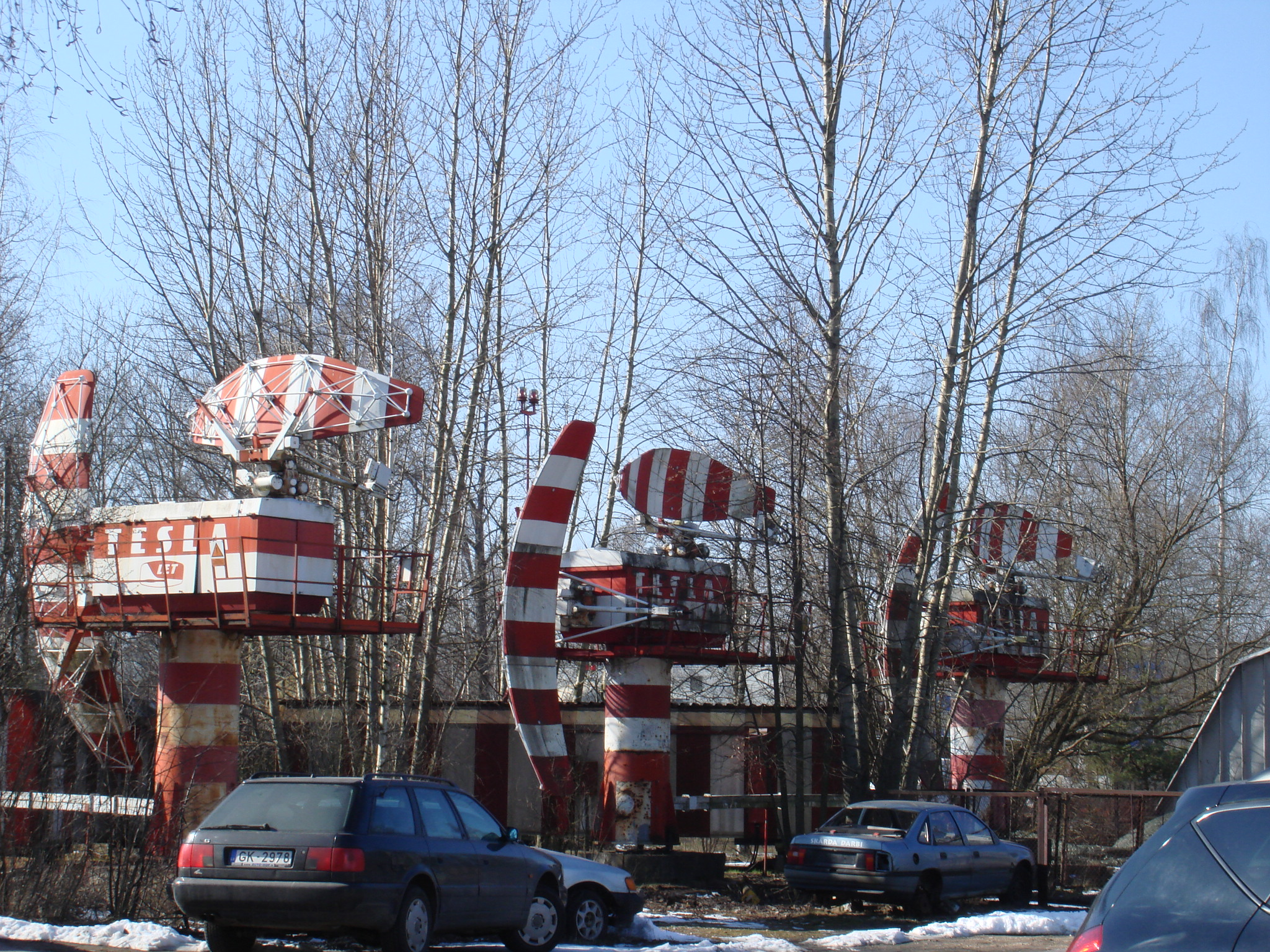
Bývalé rozhlasové zařízení Tesla v Rize

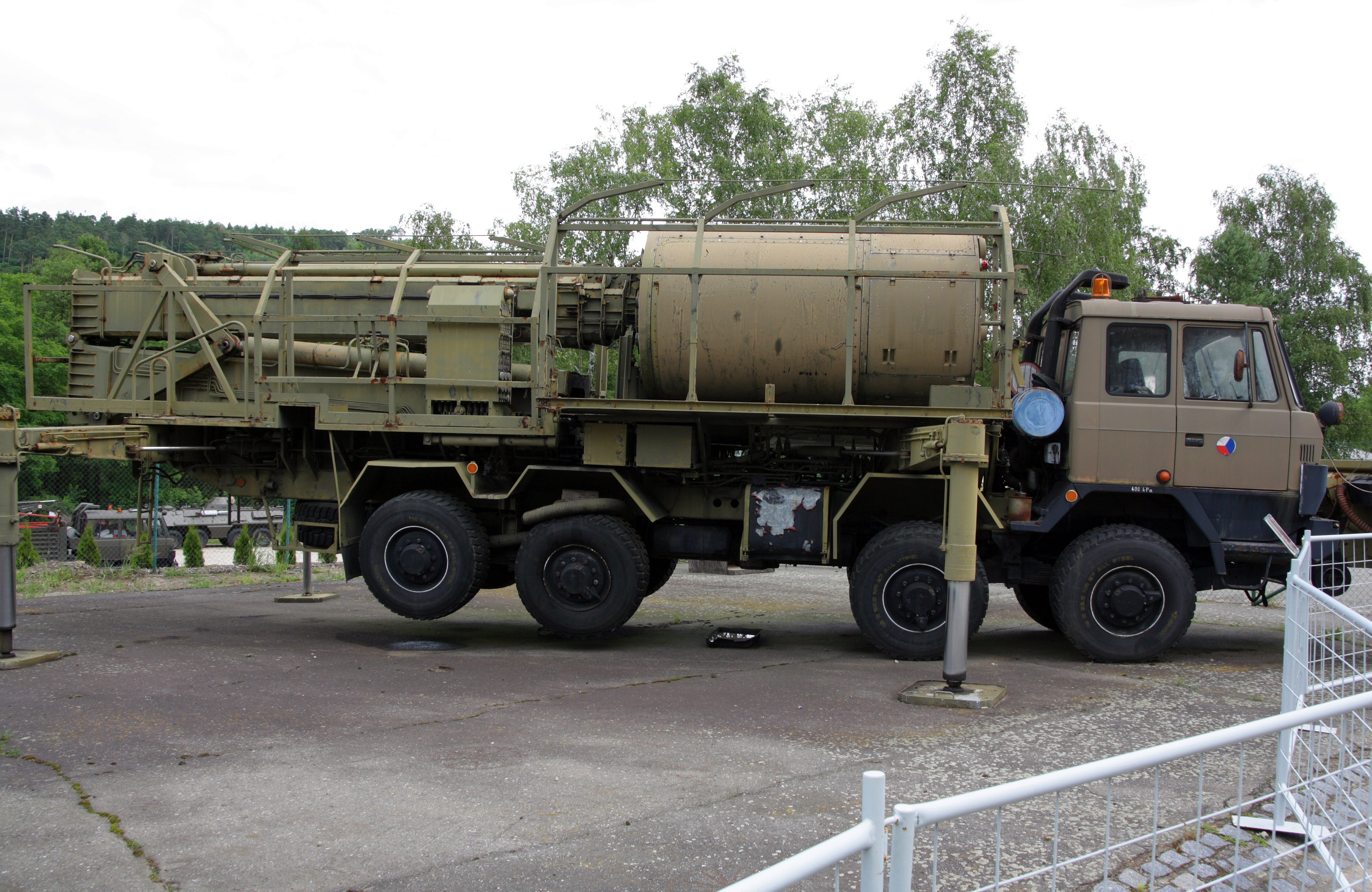
Radar KRTP-86 Tamara na vozu Tatra 815 ve Vojenském muzeu Lešany

### Původní podniky
Současná TESLA a.s. se považuje za přímého nástupce podniku Elektra Praha, založeného 18. 1. 1921 výhradně českým kapitálem a roku 1932 odprodaného koncernu Philips. Tento podnik měl široký výrobní záběr – žárovky, elektronky i rozhlasovou techniku včetně vysílačů a přijímačů.
Národní podnik TESLA Strašnice byl založen k 10. srpnu 1946, a to zestátněním a spojením původně samostatných firem – šlo buď o československé podniky, nebo častěji o pobočky zahraničních koncernů:
- Always, Praha
- Elektra, Praha – založena v roce 1921, v letech 1932 až 1945 byla součástí koncernu Philips
- Elektrotechna, Praha
- Elektrum, elektrotechnický závod, Brno – založena před rokem 1930; majetková podstata firmy přešla do n. p. Tesla v roce 1948
- A.G.Lorenz, Vrchlabí
- Metallix-Roentgen, Praha
- Mikrofona bratří Knotků, Strašnice
- Modrý bod – IDEAL Radio, Kolín – dceřiná firma německé společnosti IDEAL – Blaupunkt
- Philips
- Prchal-Ericsson
- Radiolelektra, Praha
- Radiotechna
- Siemens-Halske
- Siemens-Radio, Bratislava
- Telefunken
- Telegrafia
- Triotron, Praha
- Tungsram, Bratislava

Takto o založení podniku oficiálně referoval časopis Radioamatér v říjnu 1946: „Národní podnik TESLA byl ustaven 10. srpna v továrně Mikrofona ve Strašnicích za účasti jugoslávského ministra Zlatariče Branka, ministra průmyslu Makedonie Vasiljeva Georgije, min. průmyslu B. Laušmana, zástupců vlády, institucí a vysokých škol. (...) Pojmenování podniku po geniálním slovanském technikovi dokumentuje snahu po sblížení a spolupráci mezi všemi slovanskými národy. Úkolem znárodněného průmyslu je rychle překonat poválečné potíže a zchudnutí, vytvořit sociálně zdravé a plodné práci prospěšné prostředí. Poté prohlásil ministr národní podnik TESLA za ustavený. (...) Ředitel národního podniku TESLA Ing. dr. K. Elicer uvedl výrobní plán ve dvouletém budovatelském plánu: podle něho se vyrobí 300 000 přijímačů, 3 400 000 elektronek, 140 000 telefonních přístrojů, 100 000 automatických telefonních přípojek atd.“
Název TESLA tedy oficiálně odkazoval na nedávno zesnulého slavného elektrotechnika Nikolu Teslu (1856–1943). Poté, co v roce 1948 došlo k ideovému rozkolu „zemí socialistického tábora“ a Jugoslávie se stala ideovým nepřítelem, nebylo vhodné srbské jméno připomínat. Objevilo se vysvětlení, že TESLA je ve skutečnosti zkratka pro slova TEchnika SLAboproudá.
Nový národní podnik, pod prakticky jednotným řízením, přinesl rychlé sjednocení technické normalizace jednotlivých elektronických oborů, sjednocení součástkové základny a díky rychlému přerozdělení výroby mezi jednotlivými závody i podstatné zefektivnění a zrychlení výroby i vývoje. [zdroj?] Prvotním zájmem tedy byly součástky, přístroje a celky pro obor telefonie a rozhlasového vysílání, poměrně rychle se však reagovalo i na rozvoj dalších oborů komerční i investiční elektroniky ve světě.
Do koncernu byl později zařazen nově založený pražský Výzkumný ústav spojové techniky A. S. Popova.
Technické a technologické zaostávání východního bloku za Západem za doby ČSSR způsobilo, že některé technologie byly ukradeny pomocí průmyslové špionáže a poté využity ve výrobě. Například technologii pokovení černobílých obrazovek za úplatu vyzradil a pomohl zprovoznit italský expert.
V roce 1980 byla zrušena Tesla Praha jako generální ředitelství a vznikly čtyři samostatné koncerny: Tesla Rožnov (elektronické součástky), Tesla Karlín (investiční elektronika), Tesla Brno (měřící a laboratorní technika) a Tesla Bratislava (spotřební elektronika); všechny byly začleněny pod Federální ministerstvo elektrotechnického průmyslu (FMEP).

## Výrobky od roku 1948

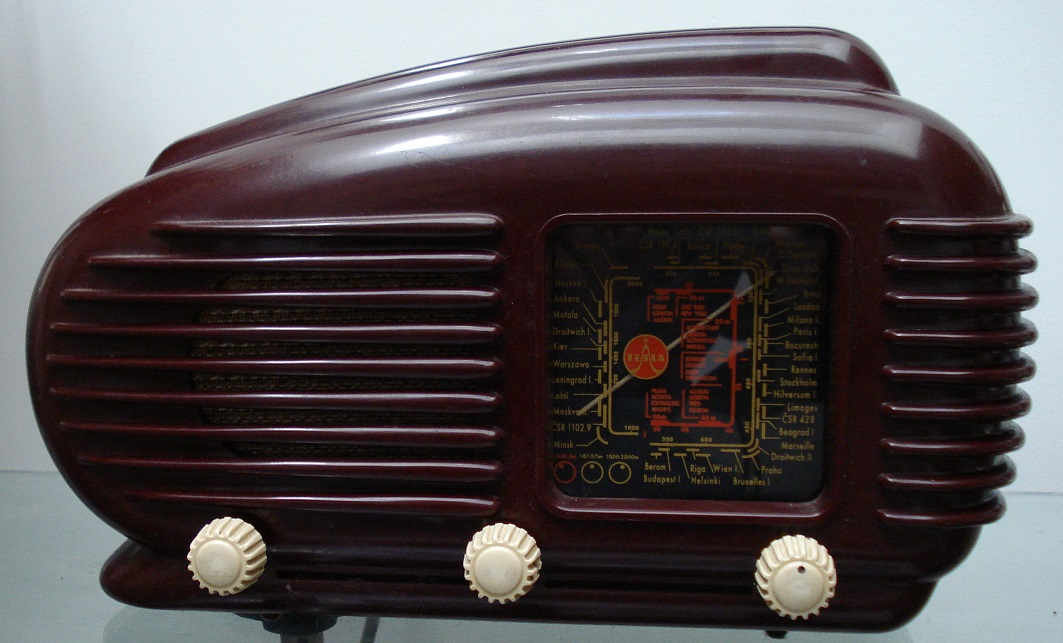
Rádio Tesla 308U Talisman (1953)

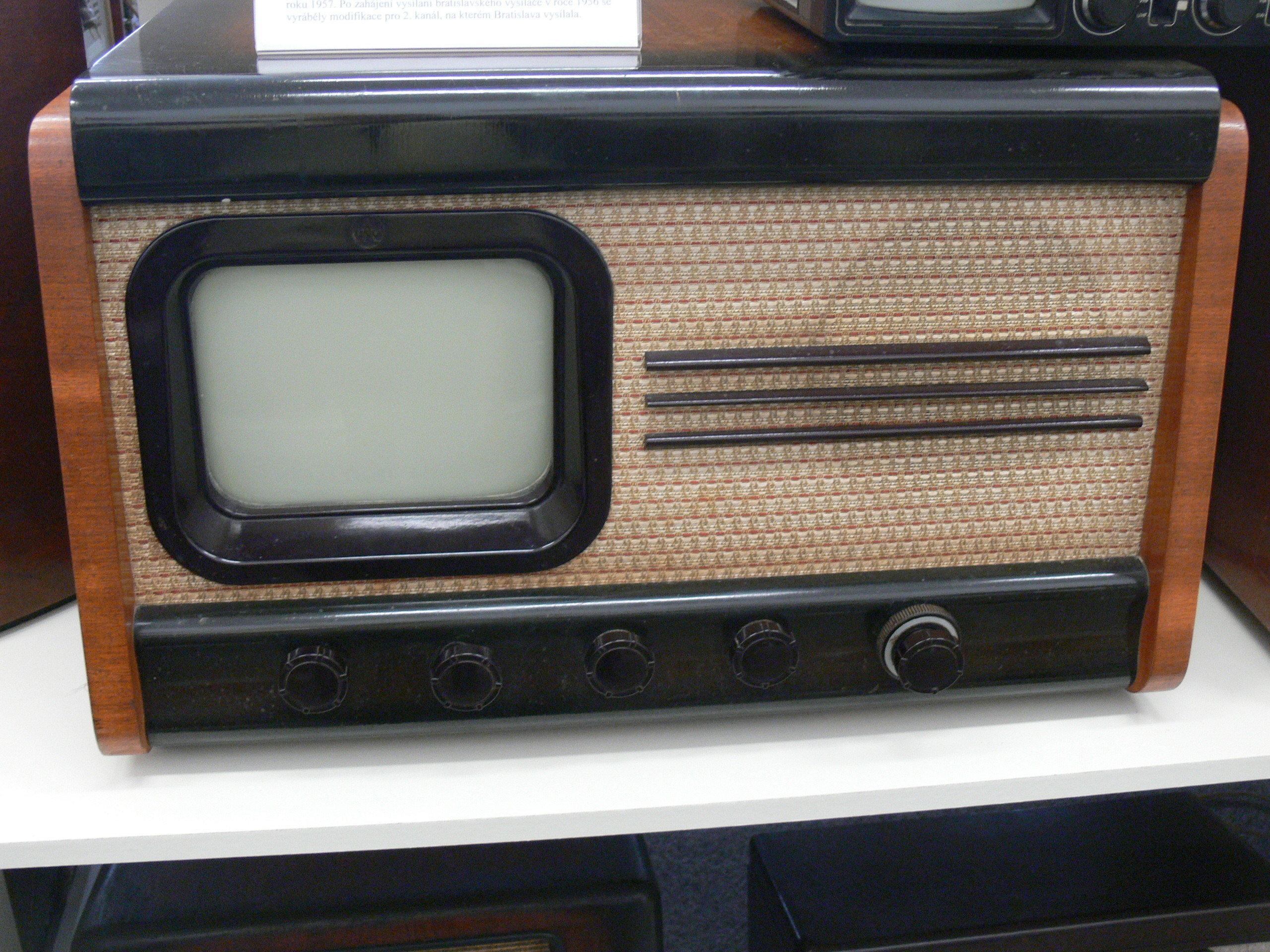
První československý televizor Tesla 4001A (1953)

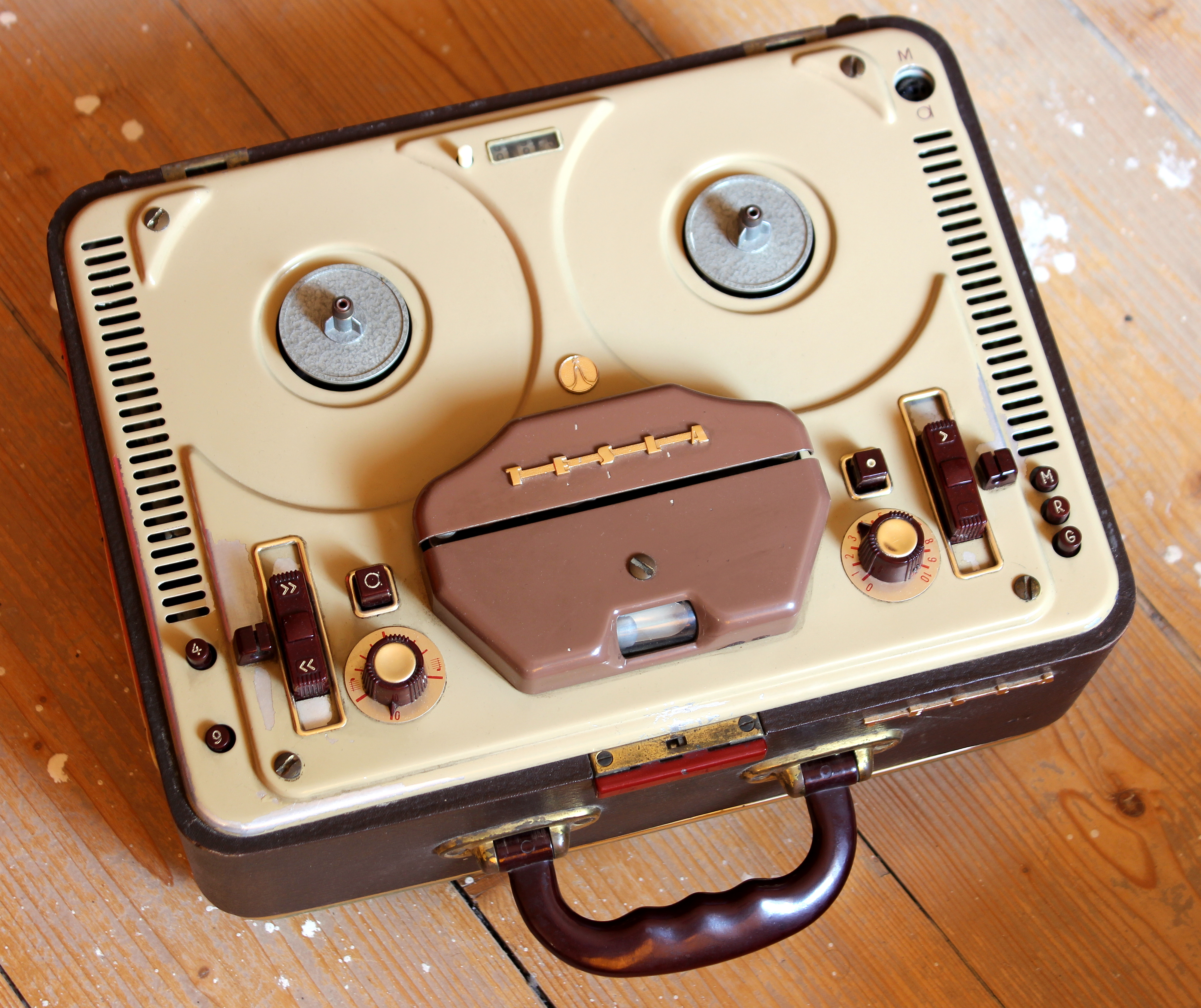
Dvoustopý magnetofon Sonet Duo (1959)

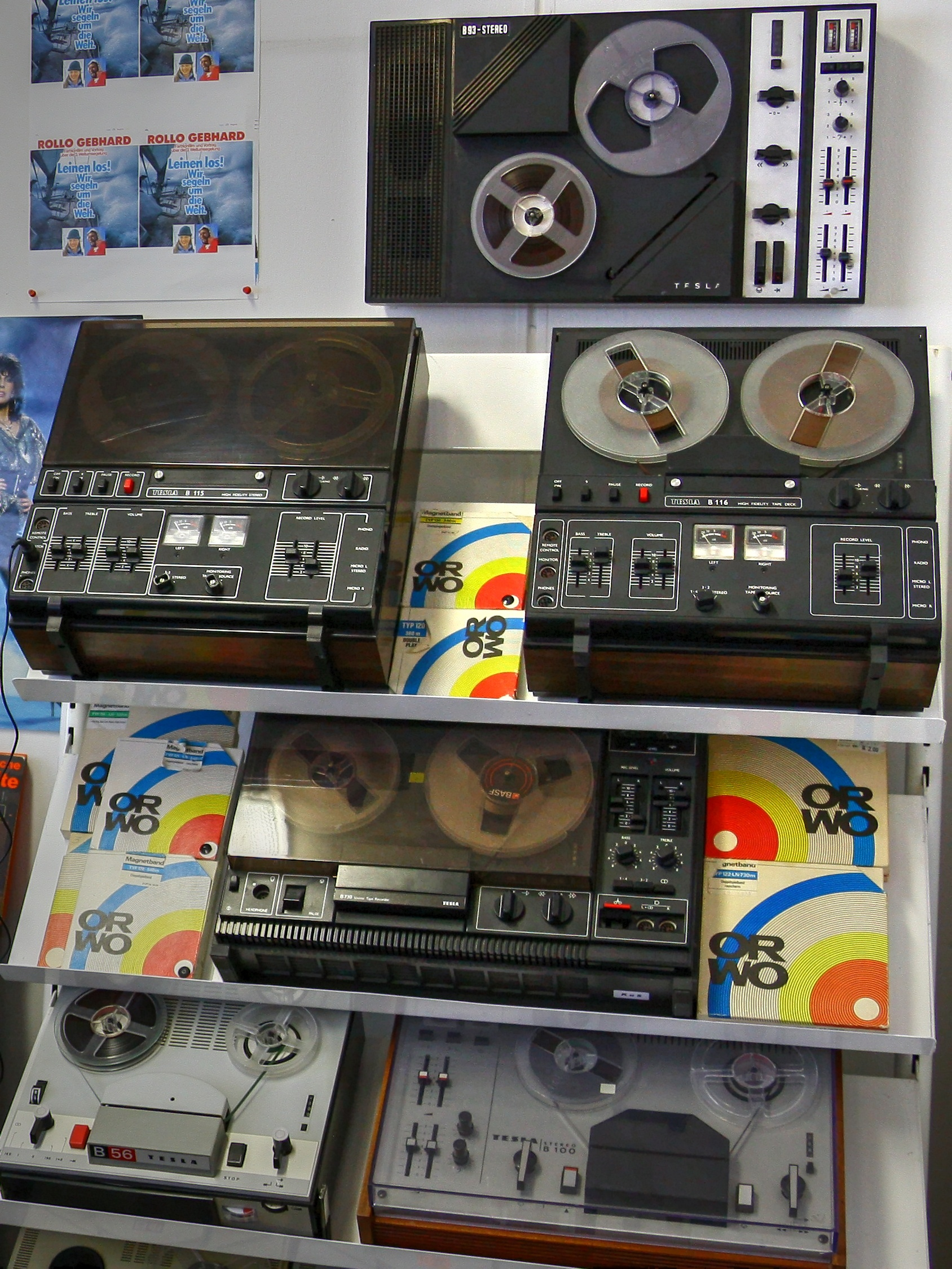
Kotoučové magnetofony Tesla B93, B115, B116, B730, B56 a B100 (1970-1986)

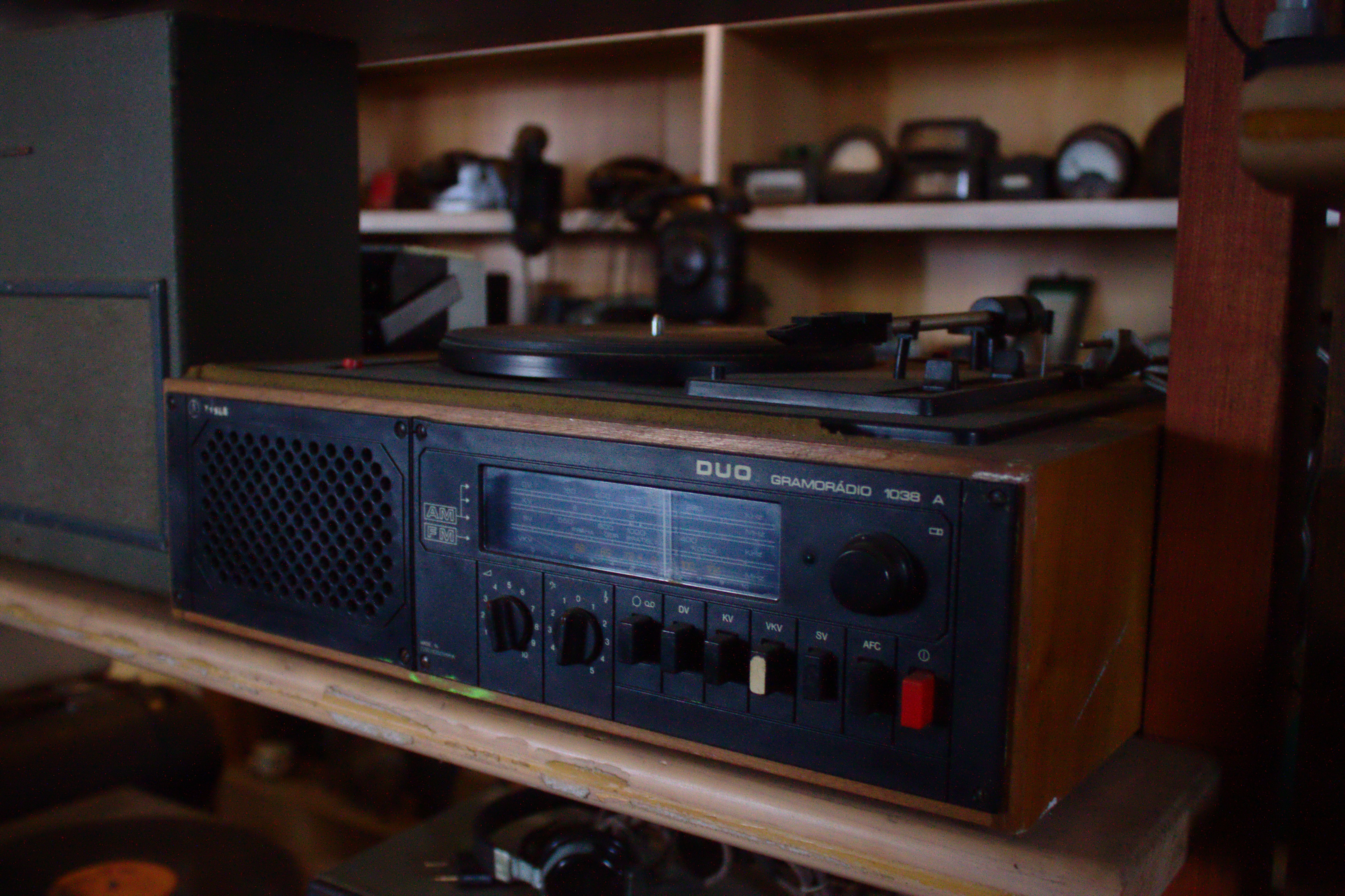
Gramoradio Tesla 1038A Duo (1984)

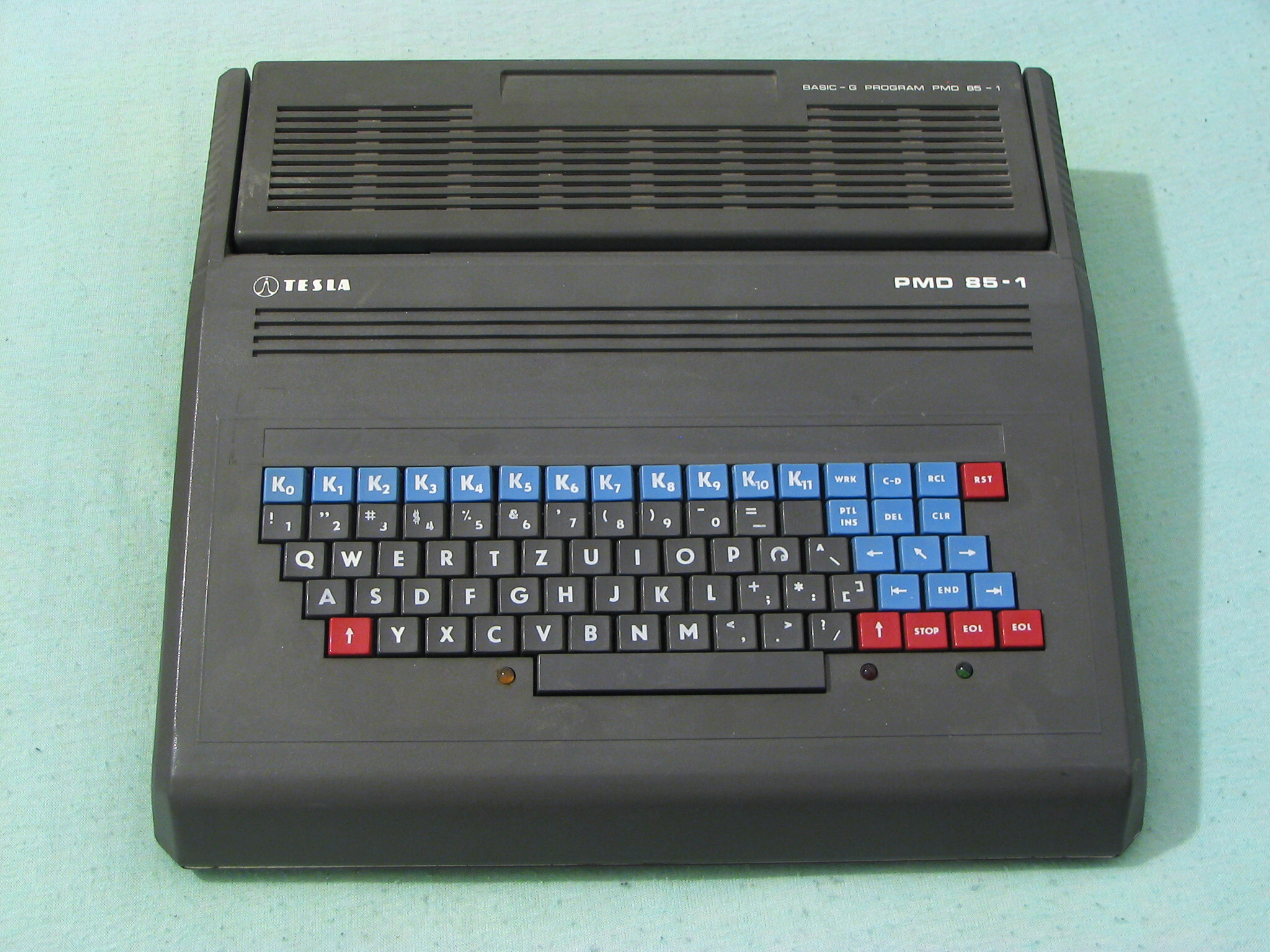
8bitový osobní počítač Tesla PMD 85-1 (1985)

Významnými milníky (z pohledu spotřebitele) byly například tyto roky:
- 1949: první autorádio Tesla 503BV „Omikron“
- 1953: začala výroba prvních československých televizorů Tesla 4001A (TESLA Strašnice)
- 1956: první československý kotoučový magnetofon Tesla MGK10 (TESLA Pardubice)
- 1958: tranzistorový rozhlasový přijímač (TESLA Kolín)
- 1959: započala výroba kufříkového kotoučového magnetofonu Sonet duo (TESLA Pardubice); televizní hudební skříň Tesla 4307A „Semiramis“ (TESLA Pardubice)
- 1960: do koncernu TESLA byl z n.p. Gramofonové závody delimitován závod Litovel, následná výroba gramofonů pod značkou Tesla znamená prudký skok v kvalitě i kvantitě tamní výroby
- 1962: stereofonní gramofon Tesla HC302 (TESLA Litovel)
- 1966: přenosný televizor Tesla 4151AB Camping (TESLA Orava); hi-fi gramofon Tesla NC410 (TESLA Litovel)
- 1968: kazetový magnetofon Tesla A3 na kazety typu Compact Cassette (TESLA Přelouč)
- 1973: stereofonní magnetofon Tesla B100 (TESLA Přelouč); barevný televizor Tesla 4401A „Tesla Color“ (TESLA Orava); hi-fi gramofon s regulací otáček pomocí stroboskopu Tesla NC 440 (TESLA Litovel)
- 1977: celotranzistorový televizor Tesla 4274A „Olympia“ (TESLA Orava)
- 1978: hi-fi magnetofon Tesla B73 (TESLA Pardubice)
- 1979: hi-fi radiozesilovač Tesla 816A (TESLA Bratislava)
- 1981: japonská výrobní linka značky Toshiba pro výrobu barevných obrazovek typu in-line znamená skok v jakosti na světovou špičku (TESLA Rožnov); začíná výroba barevného televizoru Tesla Color 110 ST (TESLA Orava)
- 1983: stavebnicový minisystém Tesla 710A sestávající z tuneru T710A, zesilovače Z710A, kazetového magnetofonu M710A, gramofonu G710A a 8-ohmové reprosoustavy ARS9206 (nebo 4-ohmové ARS9104).[8]
- 1985: CD přehrávač Tesla MC900 (TESLA Litovel), videorekordér Tesla-Avex VM6465 (TESLA Bratislava), přenosný barevný televizor Tesla 4331A „Mánes Color“ (TESLA Orava)
- 1986: zcela nová řada barevných televizorů Tesla 4416 „Color 416“ (TESLA Orava, 1986-89), vyráběná v mnoha různých typech lišících se velikostí a vybavením pro uživatelské pohodlí.
- 1987: ukončena výroba černobílých televizorů, přičemž poslední typ Tesla 4287A „Neptun“ má provozní spotřebu elektřiny pouhých 56 W (TESLA Orava, 1984-87)
- 1989: kompaktní věž Tesla SM580 (TESLA Přelouč, 1990-91); nová sjednocená řada radiopřijímačů Tesla 447A Progresson (TESLA Bratislava, 1988-90) a radiomagnetofonů Tesla KM 351 (TESLA Přelouč, 1989 - 1990), stereofonní televizor s teletextem Tesla 4428A „Color 428“ (TESLA Orava, 1989 - 1992)

### Audio
- Mini rádia: T613, T713, Talisman, 305U Talisman, 306U Talisman, 307U Talisman, 308U Talisman, 312A Junior, 314B Luník, 315A Sonatina, 320A Sputnik, 323A, 324A Nocturno, 326A Tosca, 327A Lýra, 332A Mimoza, 335A Nabucco, 337B-1 Bonny, 338AB Toccata,
- Malá rádia: T 254, T 120 Rytmus, 504U-II Pionýr, 505A Favorit, 401U Accord, 402U, 405U Standard, 406U Vltava, 407U, 410U, 411U, 420U Trio, 420A, 422U, 424A Gavota, 426A Tenor, 427A Poézia, 428A Gavota 2, 431B Havana, 433A Carioca, 437A Kankan, 438A Jantar, 440A Galaxia, 441A Euridika, 441A-3 Euridika II, 441A-4 Eminent, 442A Spirituál, 444A Duetto, 445A Alto, 447A Progresson, 461A Forte.
- Větší rádia: Signal, Riava, 501A, 506A Arie, 508B, 509A, 510A, 514A, 521A Populár, 522A Rondo, 525A Kvarteto, 526A Kantáta, 527A Melódia, 528A Rondo II, 532A Echo, 534A Traviata, 535A Echo Stereo, 536A Teslaton, 538A Stereodirigent, 539A Rigoletto, 541A Bohéma, 542A Nora, 543A Verdi.
- Střední rádia: T666, 845A Beseda, 805A Filharmonie, Klasik, Romance, Kongres, Melodic, Harmonie, 603A Symfonic, 605A Blaník, 612A, 613A, 614A, 615A Dunaj, 616A Opera, 618A Kriváň, 619A Dalibor, 620A Máj, 621A Opera, 622A, 623A Máj, 624A Chorál, 625A Hymnus, 627A Variace, 628A.
- Velká rádia: T566, T516A Largo, 721A Festival.
- Stolní rádia: 632A, 810A "SP201", 813A "SP221", 814A, 816A, 820A, 635A Soprán, 637A Sextet, 3601A "ST100", 3603A, 3606A, 638A Solo, SR530.
- Televizní/hudební skříně: 4307A Semiramis, 4312A Hollar, 4313A Brandl, 4314A Brožík.
- Stojanová gramorádia: Supraphon LE57, Supraphon LE58, Supraphon LE59, Supraphon LE61, Supraphon LE62, Supraphon LE640, Supraphon LE650, Supraphon LE670, Supraphon LE680, Supraphon LE680A-5, 1101A Jubilant, 1104A Bolero, 1105A Viola, 1106A Maestro II, 1107A Copélia, 1112A Stereo, 1118A Capella, 1120A Supraphon, 1121A Barytón, 1122A Humoreska, 1122A-2 Humoreska 2, 1123A Prelúdium Stereo, 1126A Adagio, 1127A Suita, 1128A Pastorále, 1129A Sextant, 1130A Cabalero, 1132A Strečno, 1135A Studio, 1136A Studio.
- Stolní gramorádia: 512000 ZZ, 512003 ZZ II, 512005 ZZ III, 512008 ZZ IV, 512030 Dominant, 512034 Dominant II, 512070 Tábor I, 512074 Tábor II, 1001A Dirigent, 1002A Maestro I, 1003A Orchestr, 1004A Ouvertura, 1005A Poém, 1007A Allegro, 1008A Liberta, 1009A Barcarola, 1010A Dunaj, 1011A Dunajec, 1012A Koncert, 1014A Fuga, 1016A Sonáta, 1017A Aida, 1018A Liberta 2, 1019A Piano, 1020A Capricio, 1021A Opereta, 1024A Bel Canto, 1025A Bolero, 1026A Andante, 1027A Orfeus, 1028A Stereo Rytmus, 1029A Romeo, 1032A Synkopa, 1032A-3 Alegro, 1035A Idyla, 1033A Multitón, 1034A Rapsódia, 1036A Stereo Studio, 1037A Moderato, 1038A Duo, 1039A Dominant, 1040A Akord.
- Gramofony: AGC010, AGC011, G631, G710A, GBZ641, GC070, GC100, GC631, GC641, GC646, GE5, GE040, GE070, GE071, GE072, GE080, GE100, GE101, GE130, GEC071, GK020, GK300, GZ030, GZ040, GZ041, GZ070, GZ071, GZ073, GZ090, GZ101, GZ110, GZ641, GZ641A, GZ642, GZ646, GZ651, GZ651S, GZ711, GZC071, GZC100, GZC110, GZC110-1, GZC120, GZC641, GZC641A, GZC710, MC400, MC500, MC600Q, N631, N632, NAD5120, NC070, NC090, NC111, NC120, NC130, NC131, NC140, NC142, NC150, NC160, NC300, NC410, NC420, NC430, NC440, NC450, NC452, NC470, NC500, NC510, NC580, NC641, NC646, NC710, NZC030, NZC040, NZC041, NZC070, NZC071, NZC074, NZC090, NZC100, NZC110-1, NZC121, NZC130, NZC131, NZC140, NZC142, NZC143, NZC150, NZC160, NZC300, NZC420, NZC421, NZC431, NZC646, NZC710, NZK145, NZK150, NZK160, SC009, SC010, SC011, SC012.
- Cívkové magnetofony: Memoton, Adaptor 2AN38000, MGK10, Supraphon MF2, MF52, Sonet, Sonet Duo, Sonet B3, Start, Blues, Uran, Pluto, B4, B41, B42, B43, B44, B45, B46, B47, B400, B444 Lux, B444 Lux Super, B5, B54, B56, B57, B58, B588, B100, B101, B70, B73, B700, B730, B90, B93, B113, B115, B116, B117, CM130, CM160.
- Kazetové magnetofony: A3, A3 VKV, A5, B60, B200, B202A Kompas, K10, K203 Diamant, K204 Safír, K304 Condor, KM310, KM320, KM340, KM350, KM351, KP311, 2833AB Unisono, M710, SM260, SM261, SP210, SP210T, K103 Delta.
- Autoradia: 503BV Omikron, 2101BV Orlík, 2103BV Luxus, 2007BV Standard, 2203BV Ozvěna, 2105B Spider, 2105B-3 Spider 2, 2107B, 2108B-1 Spider 3, 2110B, 2111B, 2113B, 2114B, 2116B, 2117B, 1900B, 1902B, 2011B Carina.
- Kompaktní věže: 710A, SG540, SM580, SM684E.
- CD přehrávače: MC900, MC901, MC902, MC911.

### Video
- Černobílé TV: 4001A, 4002A, 4102U Mánes, 4103U Aleš, 4106A Ametyst, 4110U Oravan, 4111U Kriváň, 4108U Azurit, 4112U Carmen, 4113U Štandard, 4114U Pallas, 4115U Luneta, 4116U Marína, 4117U Anabela, 4118U Oliver, 4119U Miriam, 4121U Marcela, 4123U Karolína, 4126U Orava 126, 4128U Orava 128, 4129U Orava 129, 4131U Orava 131, 4132U Orava 132, 4134U Orava 134, 4135U Orava 135, 4136U Cavallo, 4137A Zobor, 4138U Diana, 4140A Solaris, 4141A Urán, 4142A Corina, 4144A Lívia, 4202A Akvarel, 4203A Athos, 4206U Astra, 4208U Narcis, 4210U Kamelie, 4211U Lotos, 4212U Orchidea, 4213U Mimosa, 4214U Korund, 4216U Jantár, 4218U Blankyt, 4219U Dajána, Orava 219, 4222U Orava 222, 4224U Jasmín, 4225U Lilie, 4226U Orava 226, 4229U Orava 229, 4230U Orava 230, 4232U Orava 232, 4235U Orava 235, 4237U Orava 237, 4239U Orava 239, 4241U Orava 241, 4243U Spoleto, 4244U Aramis, 4245U Martino, 4246U Salermo, 4249U Castello, 4252U Limba, 4253U Sitno, 4255U-1 Lilie UKV, 4256U Zenit, 4257U Javorina, 4258U Vltava, 4259U Luna, 4260A Dukla, 4261A Bajkal, 4262A Kalina, 4263U Goral, 4264A Baltik, 4265A Ambra, 4270A Sabina, 4271A Capella, 4272A Lipno, 4274A Olympia, 4275A Laura, 4276A Aurora, 4278A Saturn, 4279A Viktoria, 4280A Silvia, 4282A Regina, 4283A Andrea, 4286A Svetlana, 4287A Neptun, 4307A Semiramis, 4310A Marold, 4312A Hollar, 4313A Brandl, 4314A Brožík, 4316U Devín, 4317U Muráň, 4320U Diamant, 4324A Irena, 4325A Ametyst Sektor.
- Přenosné černobílé TV: 4151AB Camping, 4152AB-1 Camping 28, 4156AB Minitesla, 4157AB Daria, 4158AB Satelit, 4159AB Pluto, 4160AB Merkur, 4162AB Merkur 2, 4163AB Asta.
- Barevné TV: 4401A Tesla Color, 4409A Color Spektrum, 4411A Color Fatra, 4412A Color Univerzál, 4407A Color 110, 4415A Color 110 ST, 4416A Color 416, 4417A Color 110 ST II, 4418A Color 110 ST I, 4419A Color 419, 4423A Color 423, 4424A Color 424, 4425A Color 425, 4428A Color 428, 4429A Color 429, 4430A Color 430, 4437A Color 437, 4438A Color 438, 4439A Color 439.
- Přenosné barevné TV: 4331A Mánes Color, 4332A Color 332, 4333A Color Oravan, 4334A Color 334, 4335A Aleš Color, 4337A Brožík Color, 4339A Oravan Lux, 4343A Color 343.
- VHS videorekordéry: Avex VM6465, Avex VM6570 HQ, Avex VM6671.

### Mikropočítače
- PMI-80, Ondra, PMD 85, SMEP PP06.

### Galerie

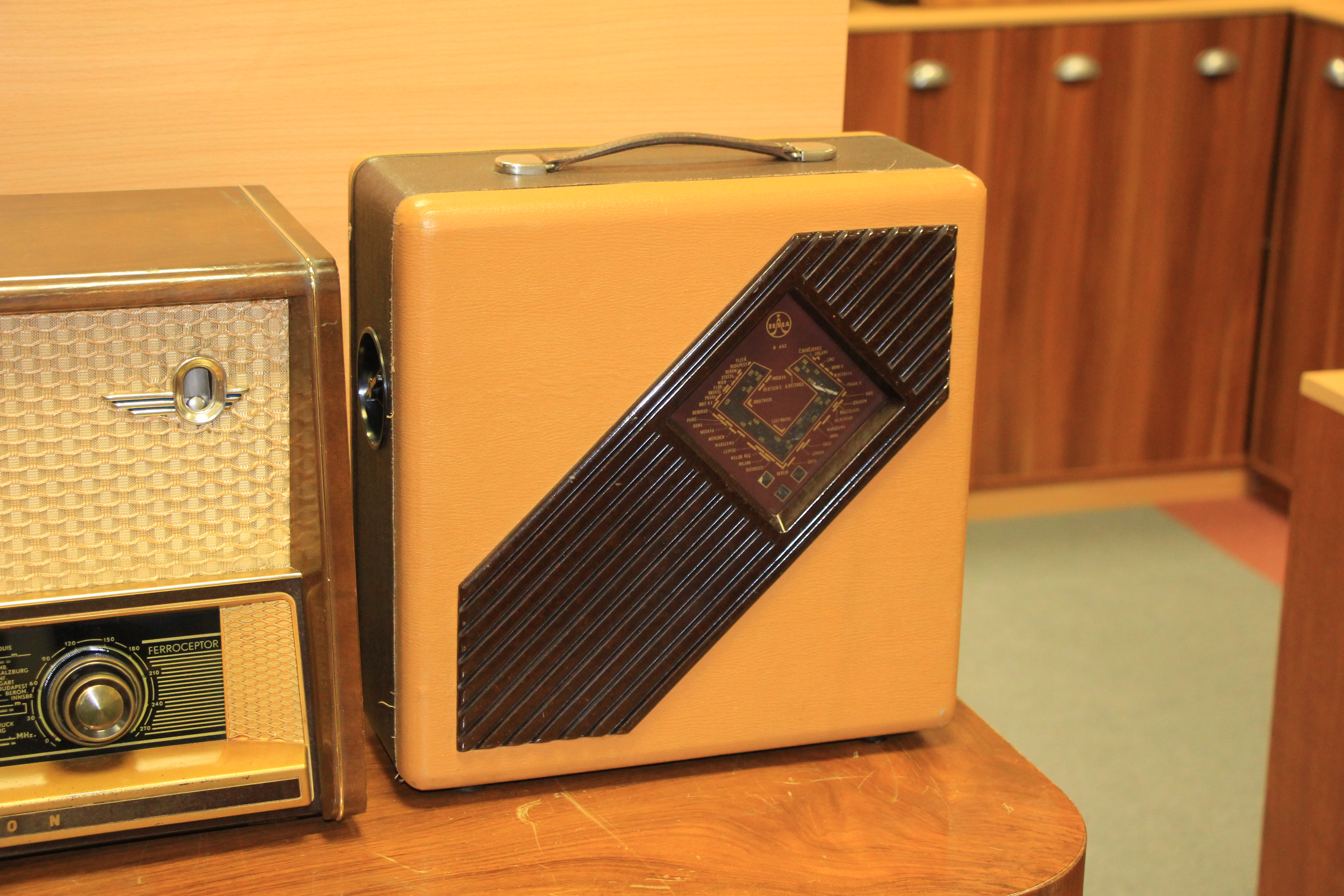
Kufříkový radiopřijímač Tesla B452 (1949)
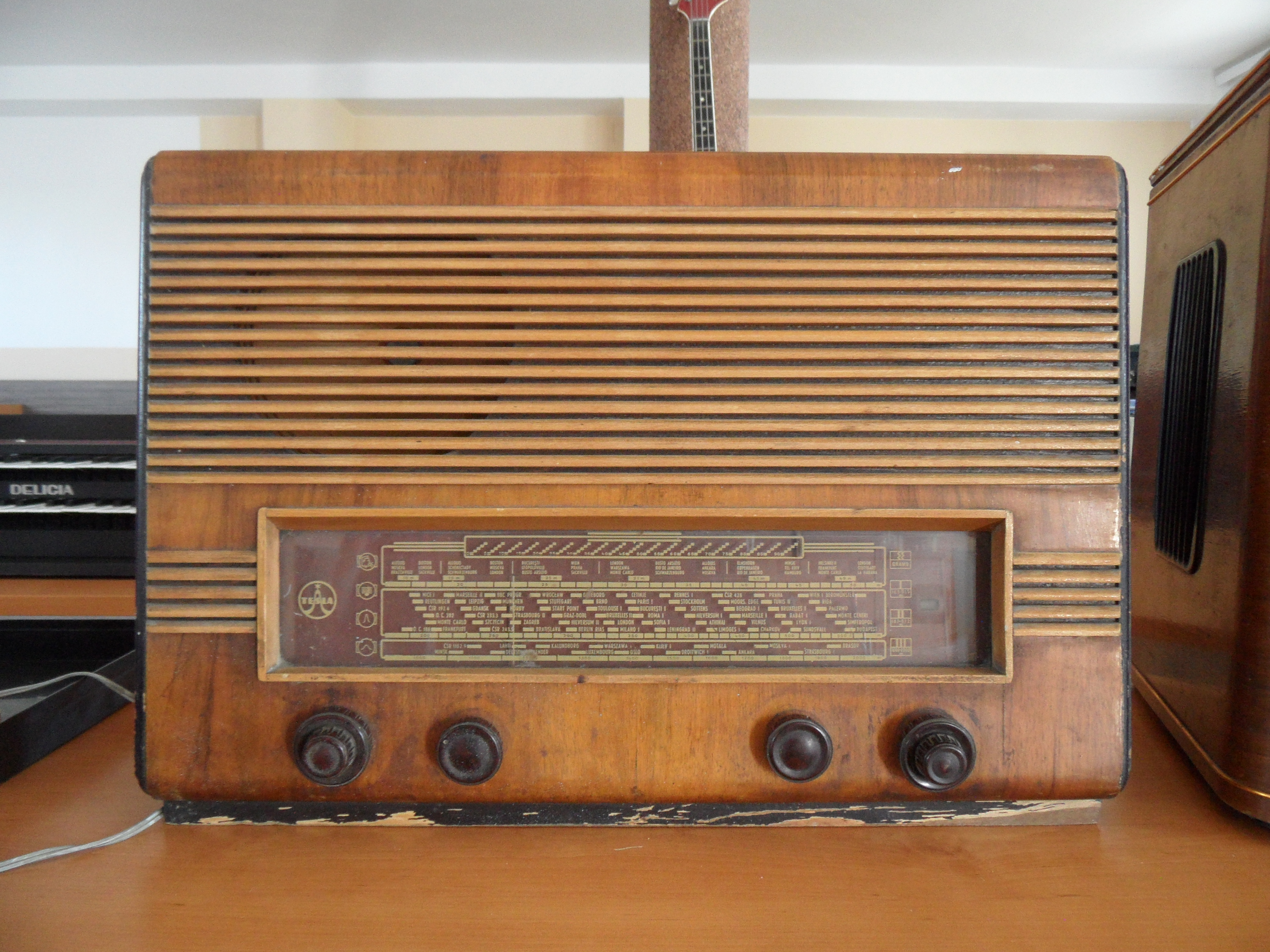
Rádio Tesla 605A Blaník (1951)
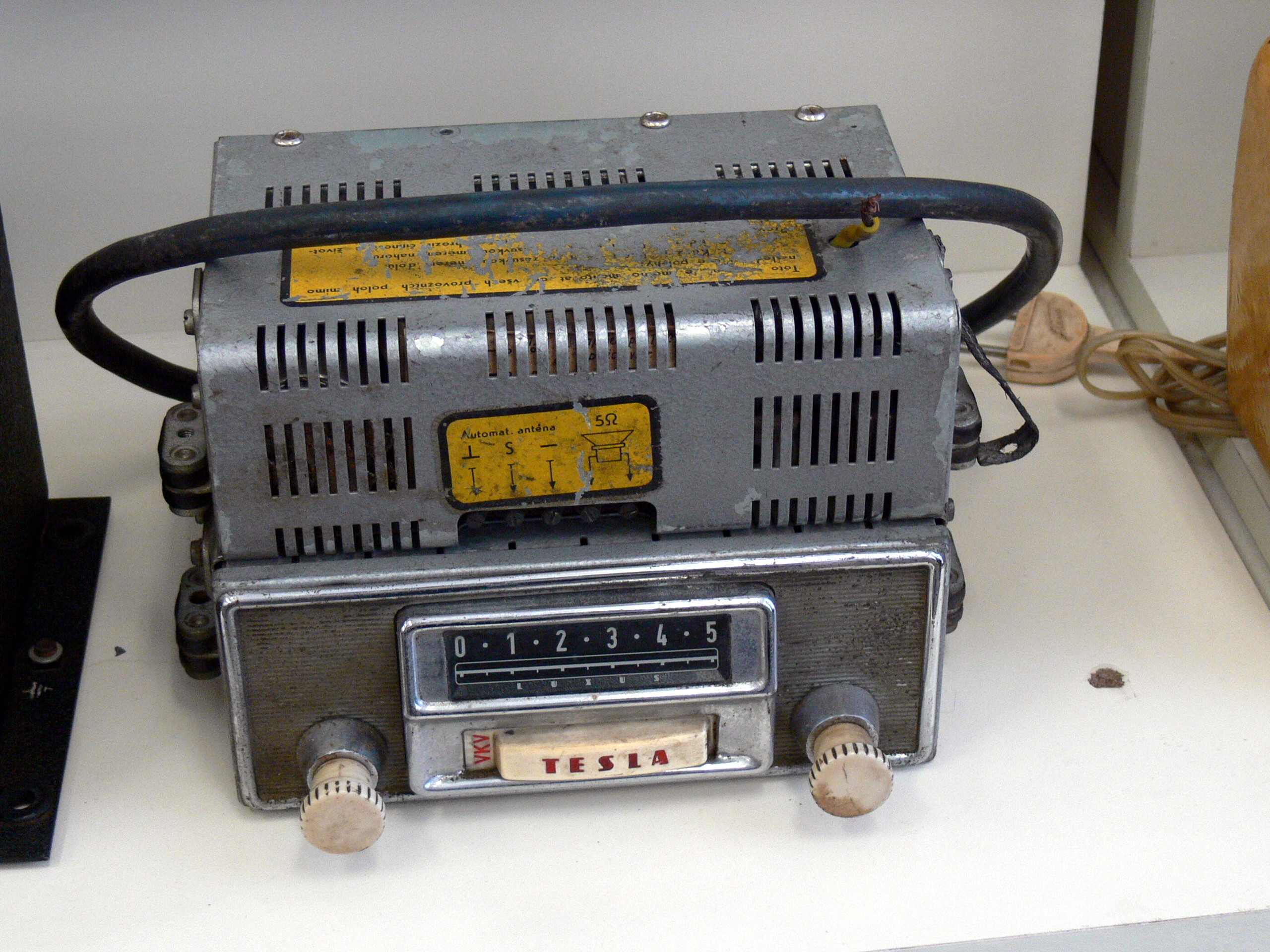
Autorádio Tesla 2103BV Luxus (1959)
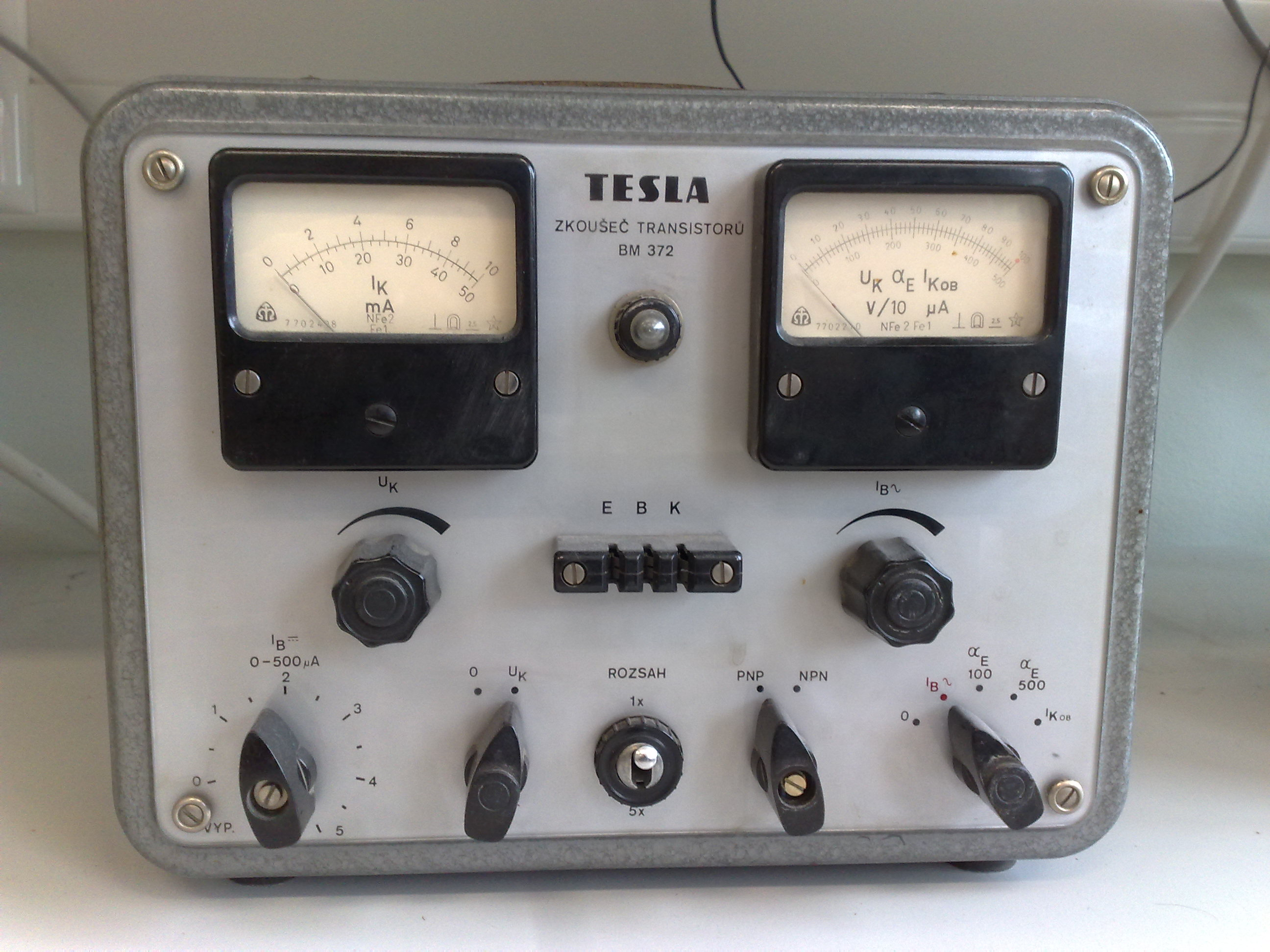
Zkoušeč tranzistorů Tesla BM 372 (1961)
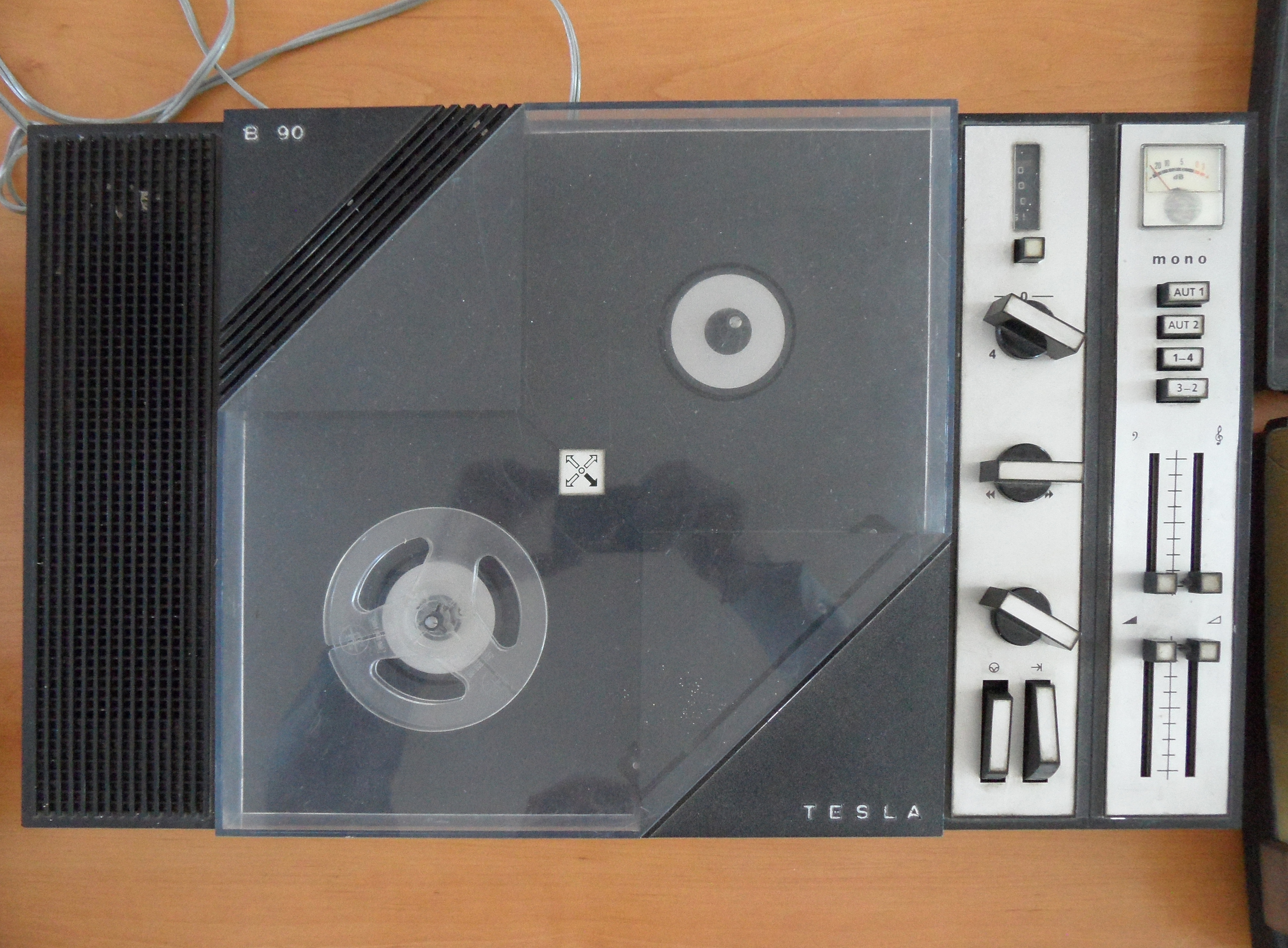
Čtyřstopý magnetofon Tesla B90 (1974)
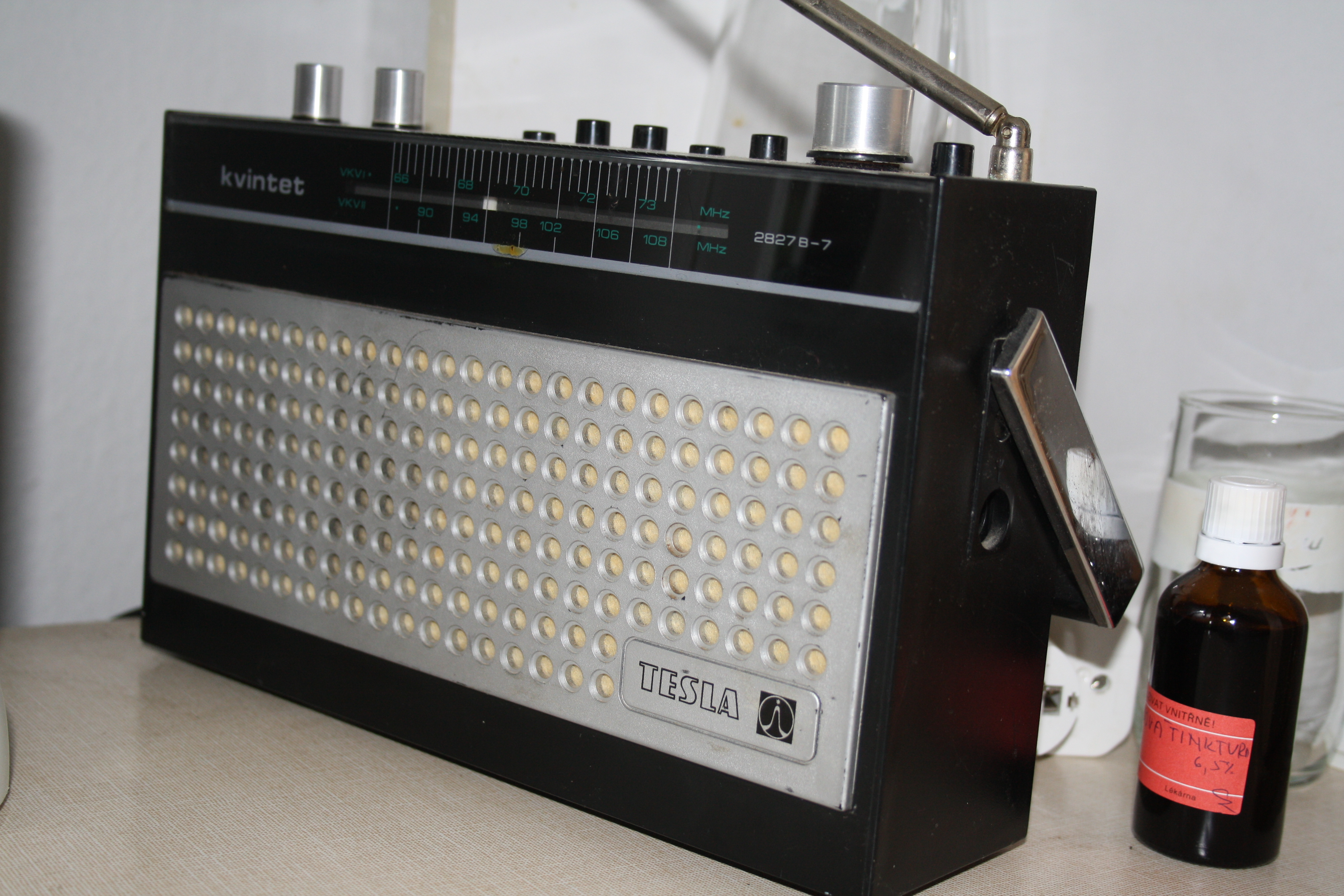
Kufříkový radiopřijímač Tesla 2827AB-7 Kvintet (1978)
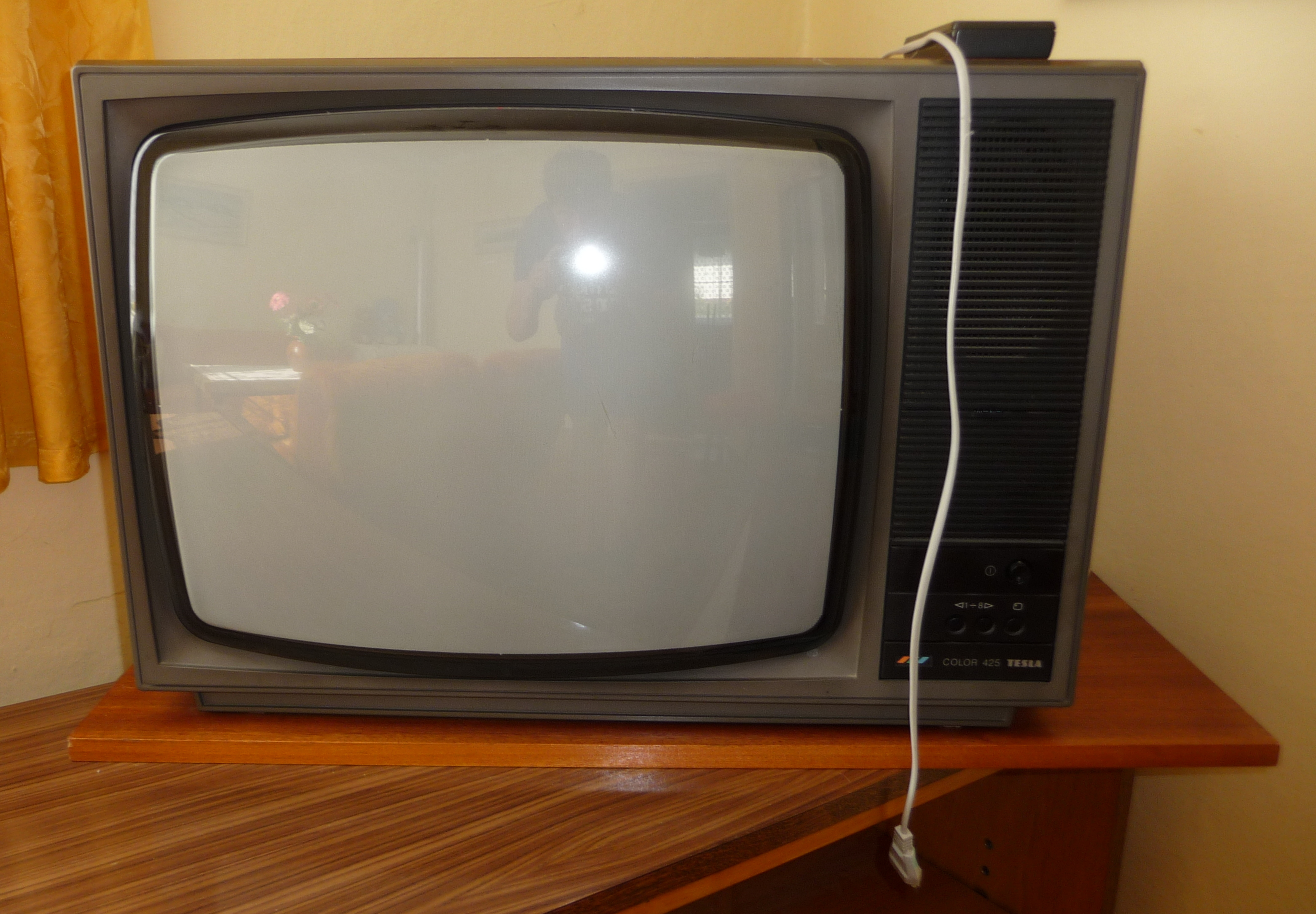
Barevná televize Tesla 4425A "Color 425" (1986)
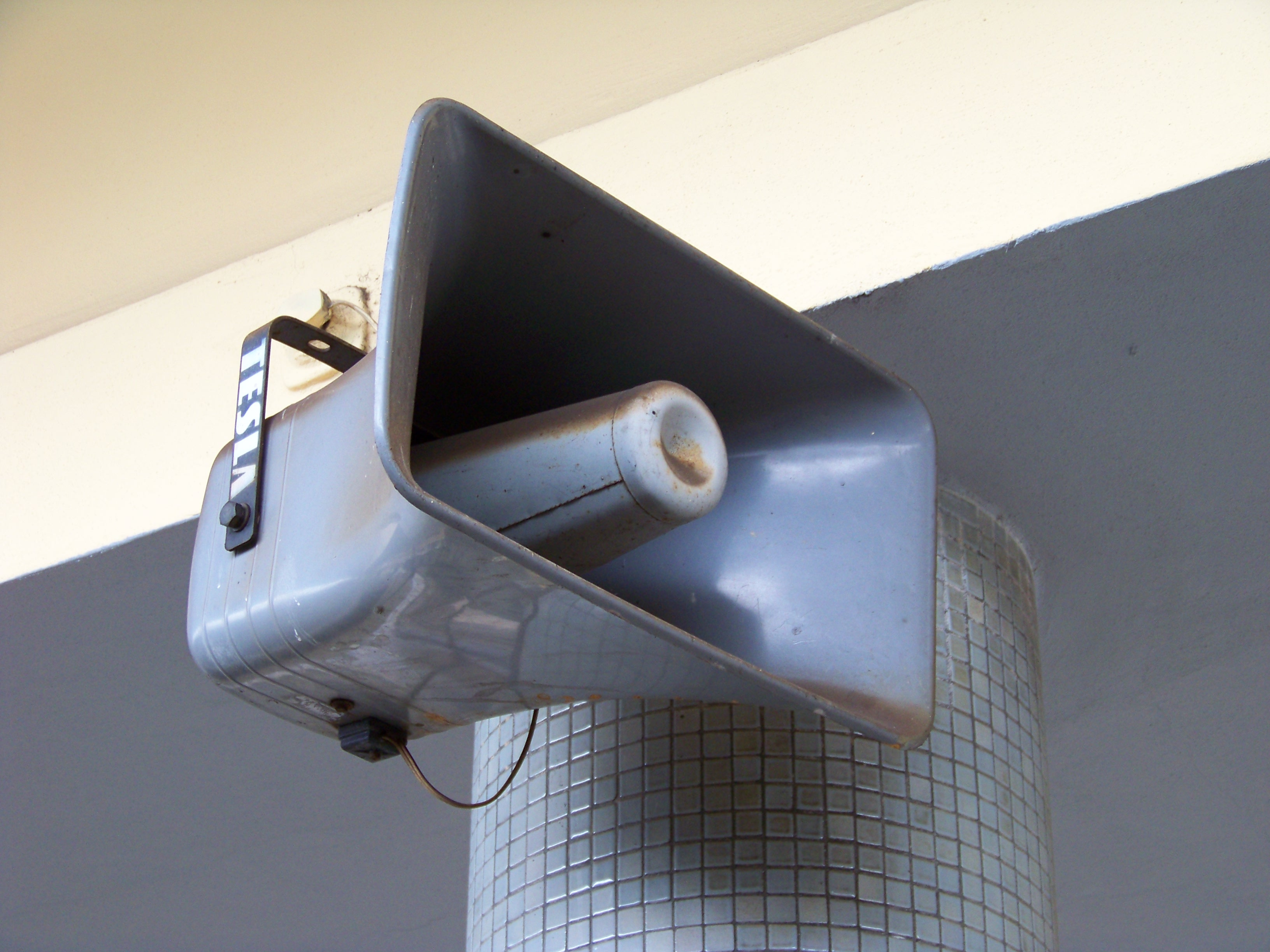
Reproduktor veřejného rozhlasu Tesla
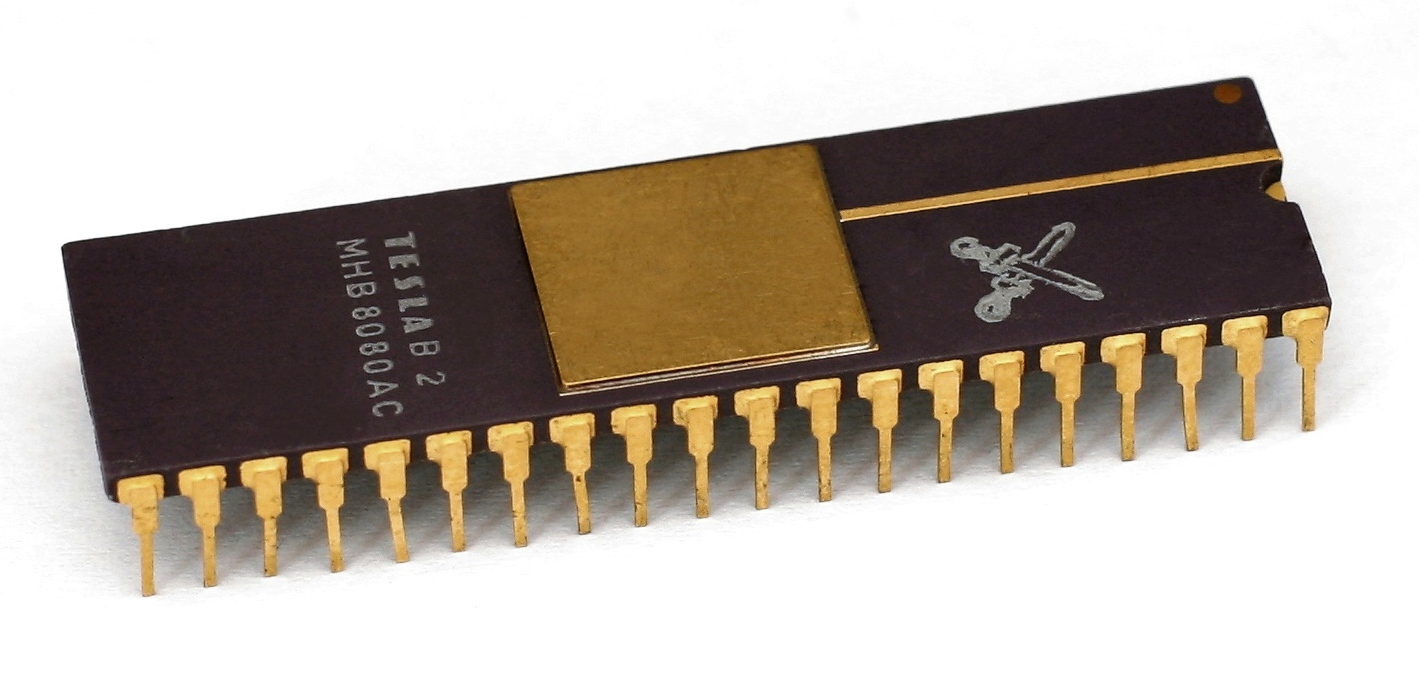
Procesor Tesla MHB 8080, klon Intelu 8080
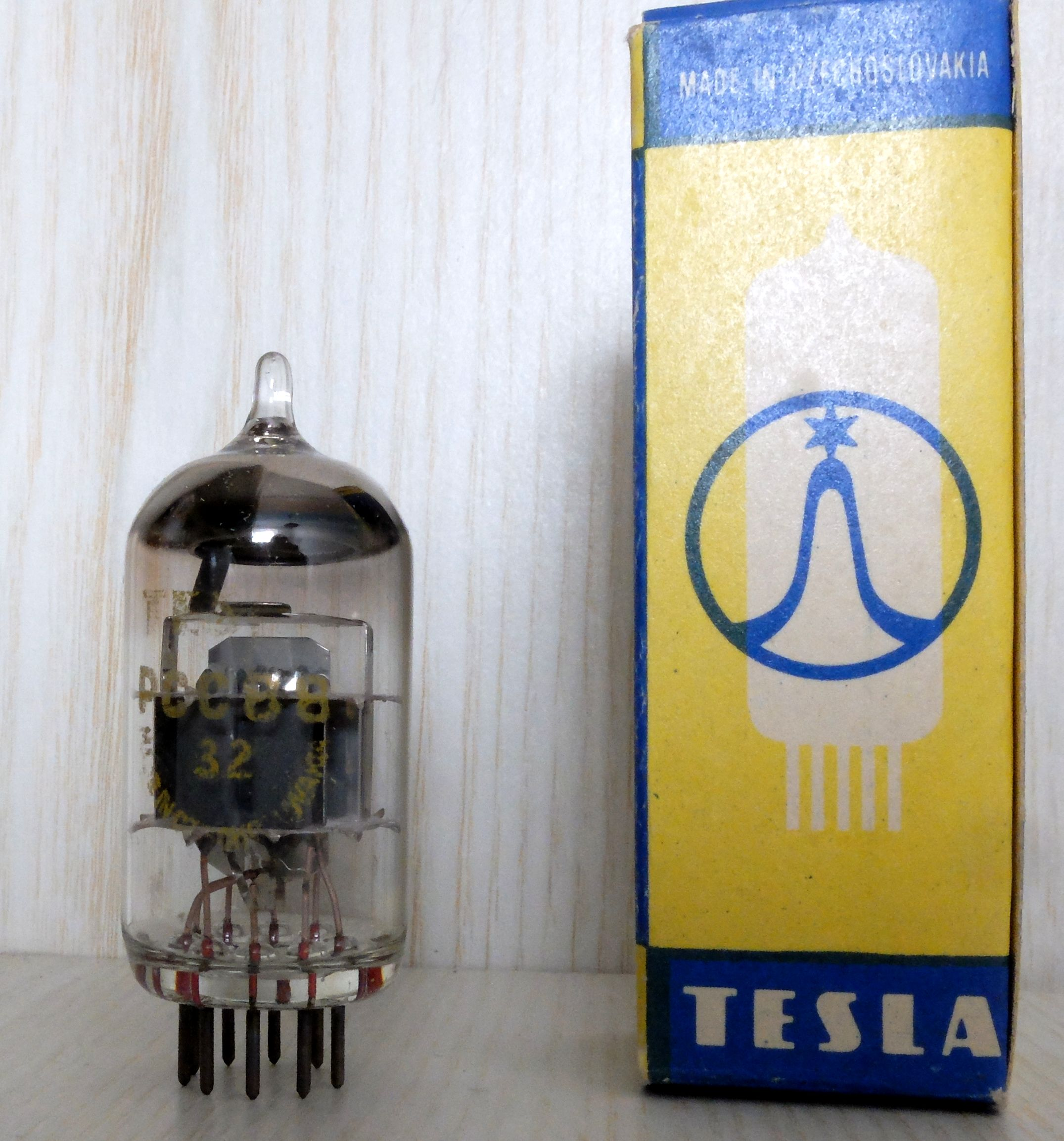
Dvojitá trioda Tesla PCC88
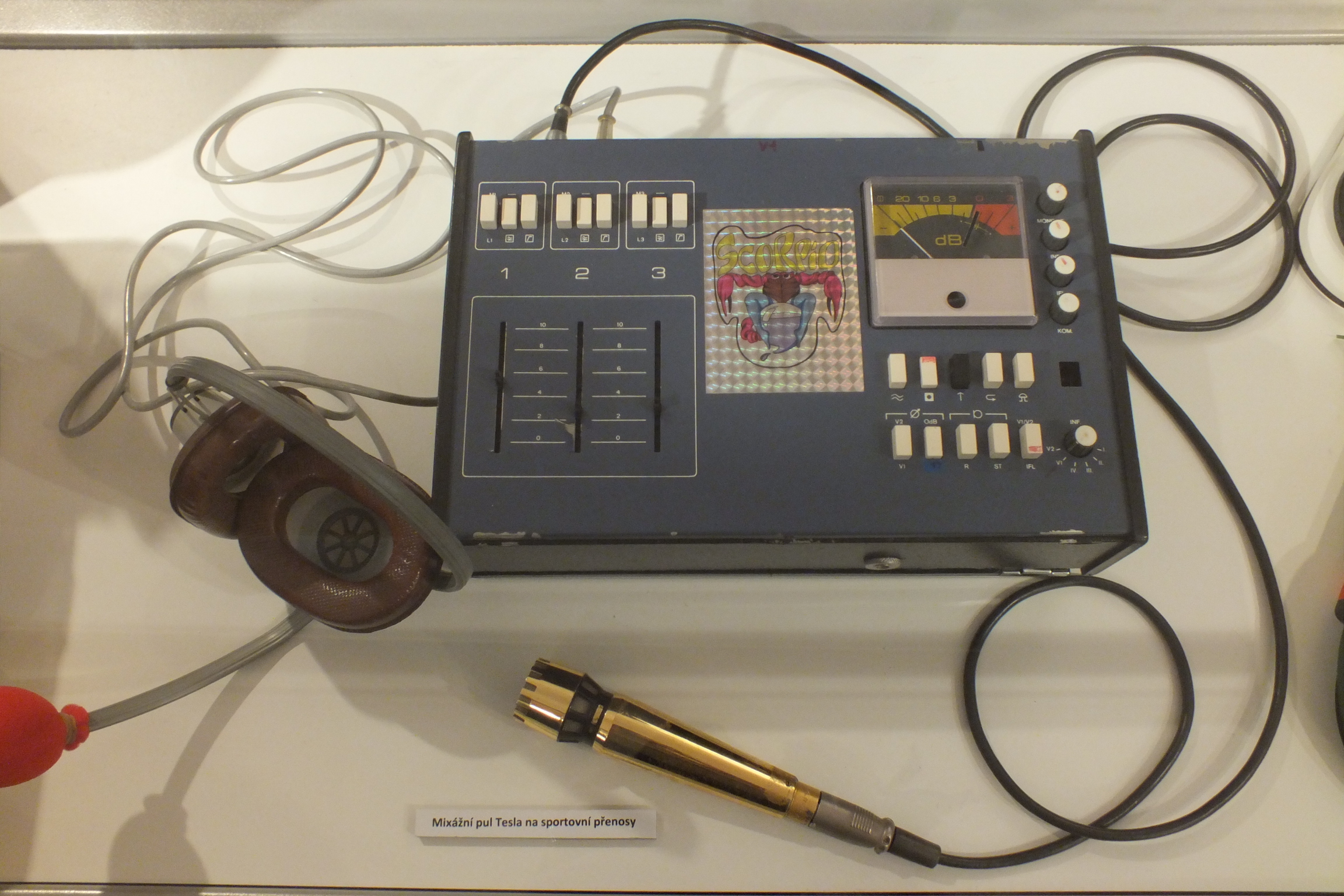
Zvukový mixér Tesla pro sportovní vysílání
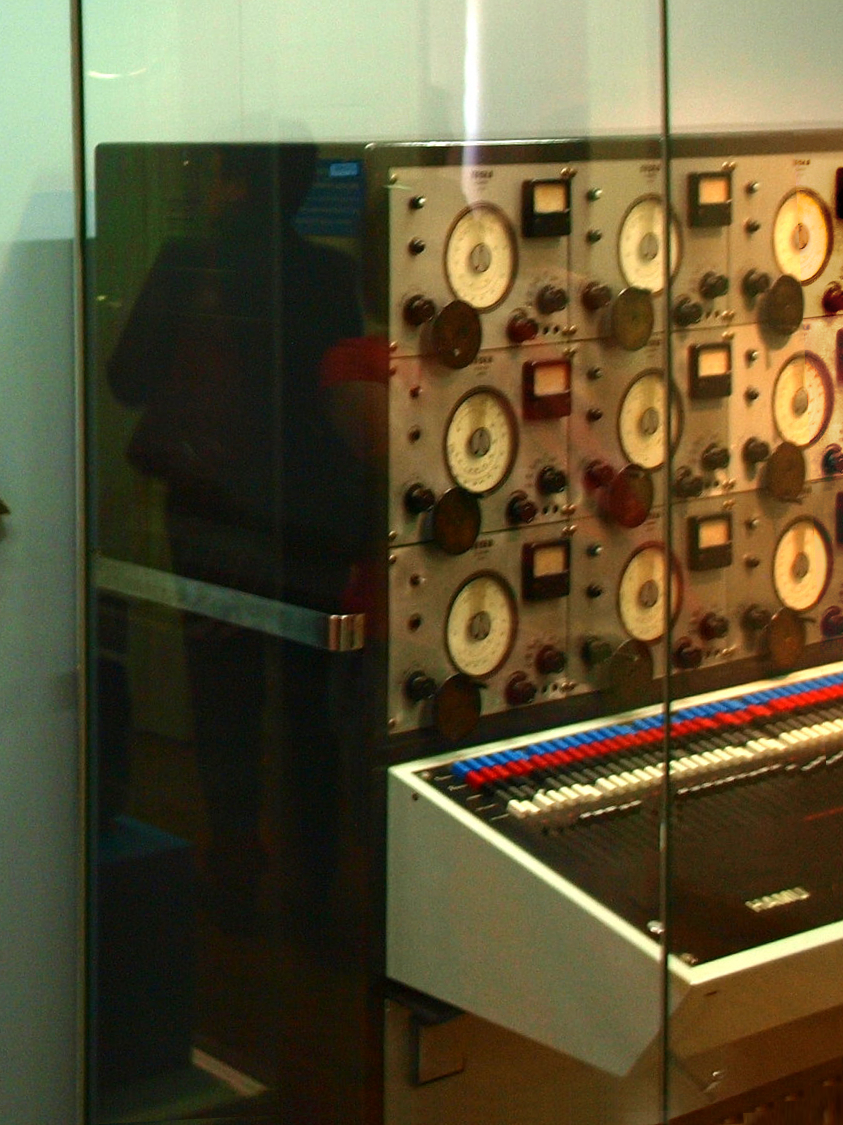
Elektronické oscilátory Tesla v Českém muzeu hudby
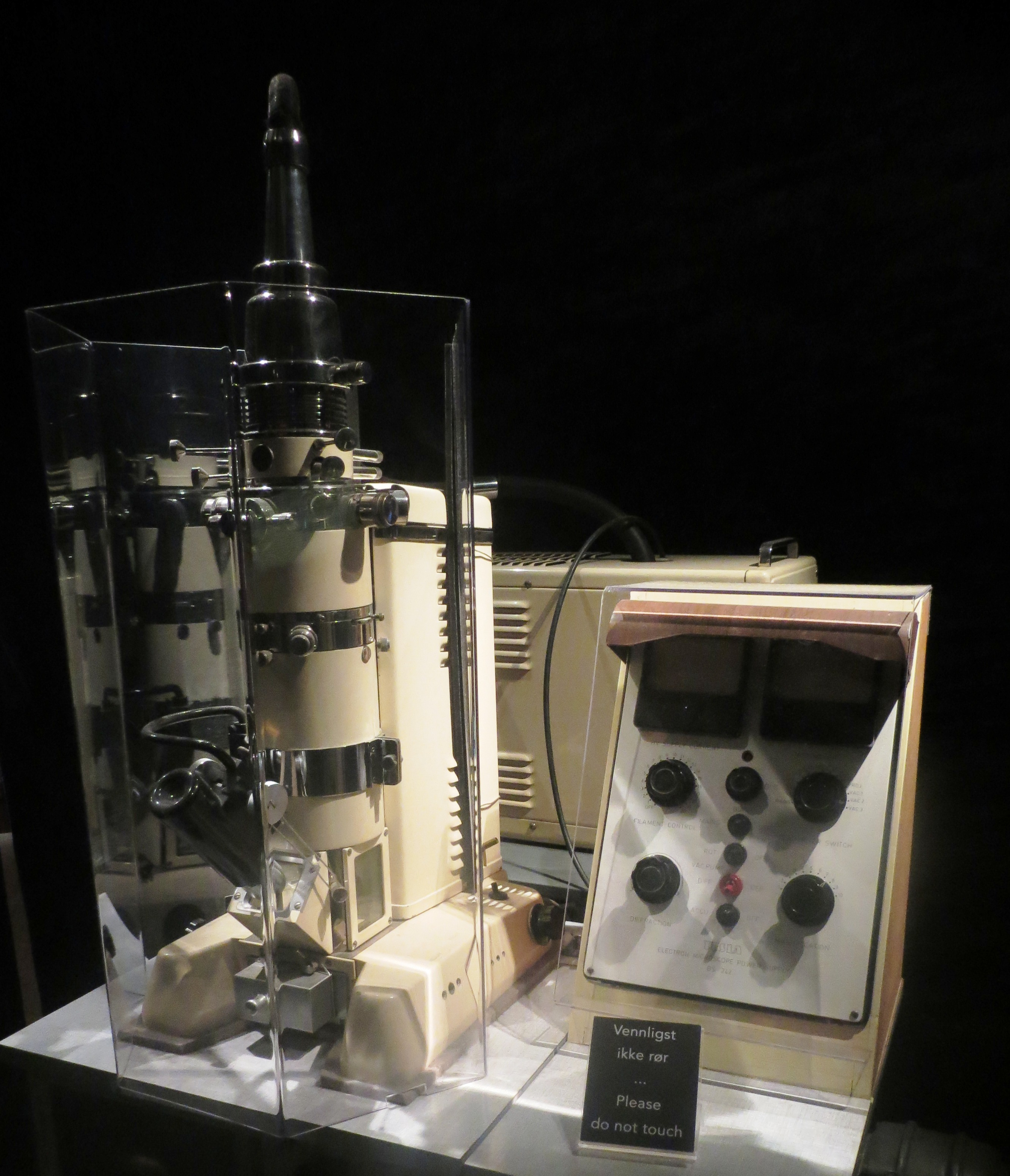
Elektronový mikroskop Tesla BS 242
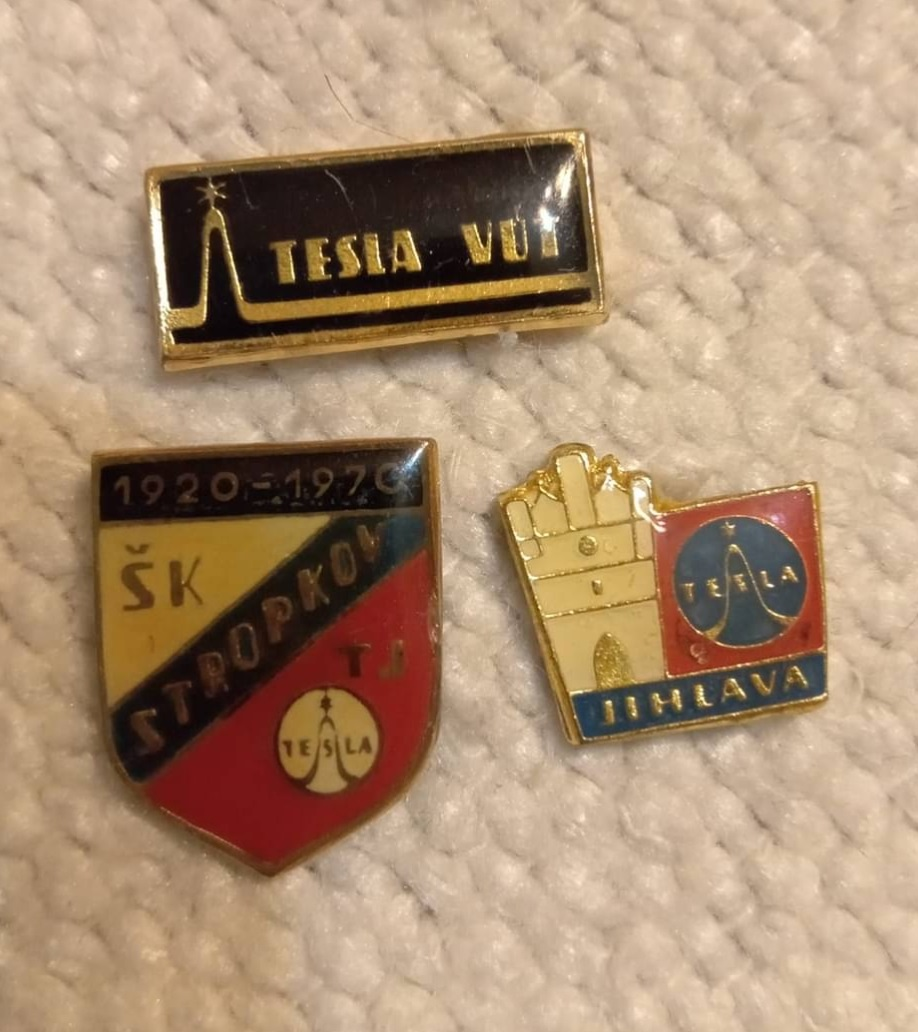
Několik špendlíků s logy poboček československé Tesly
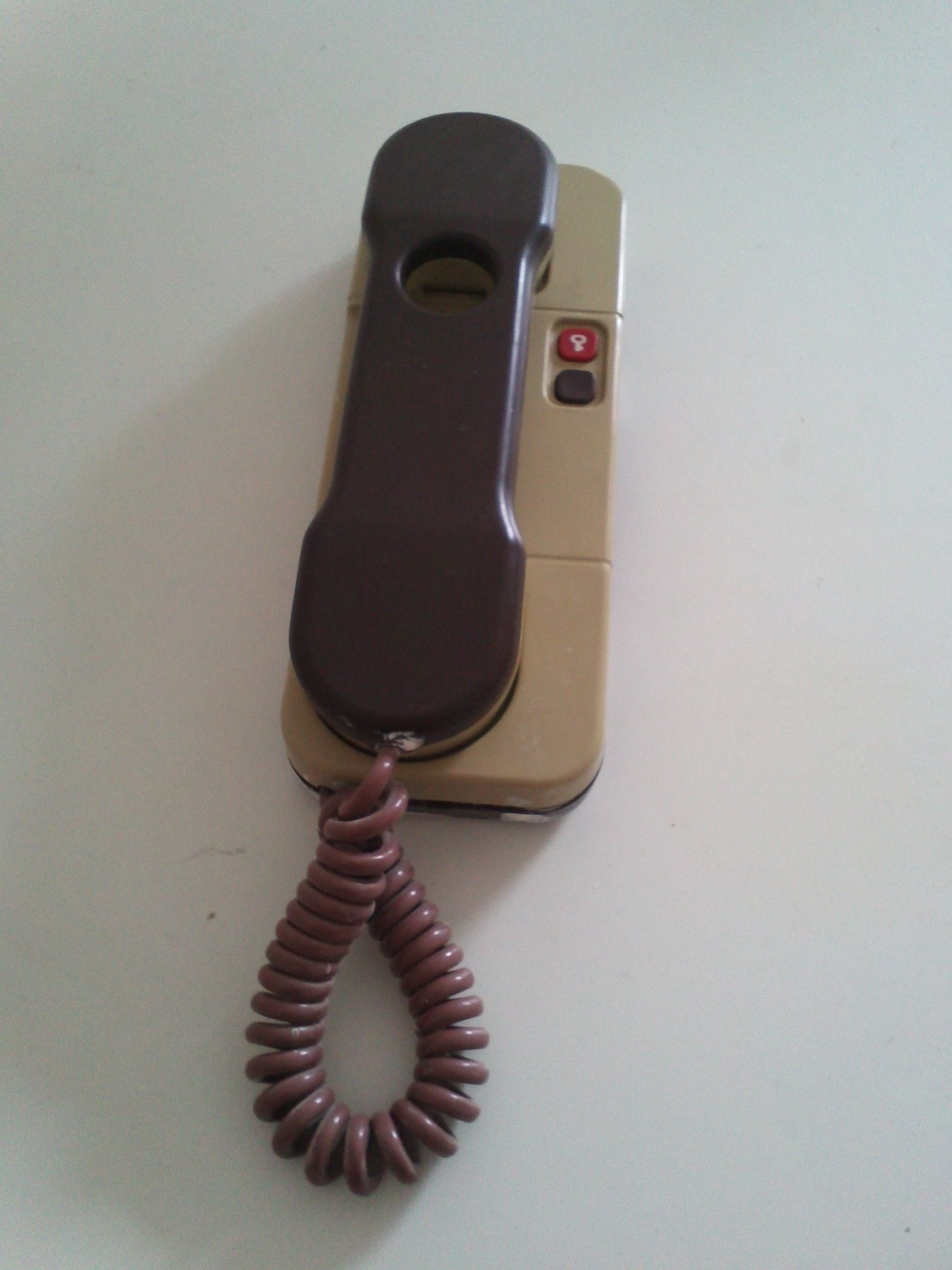
Domácí telefon Tesla DT 85

## Tesla po roce  1989

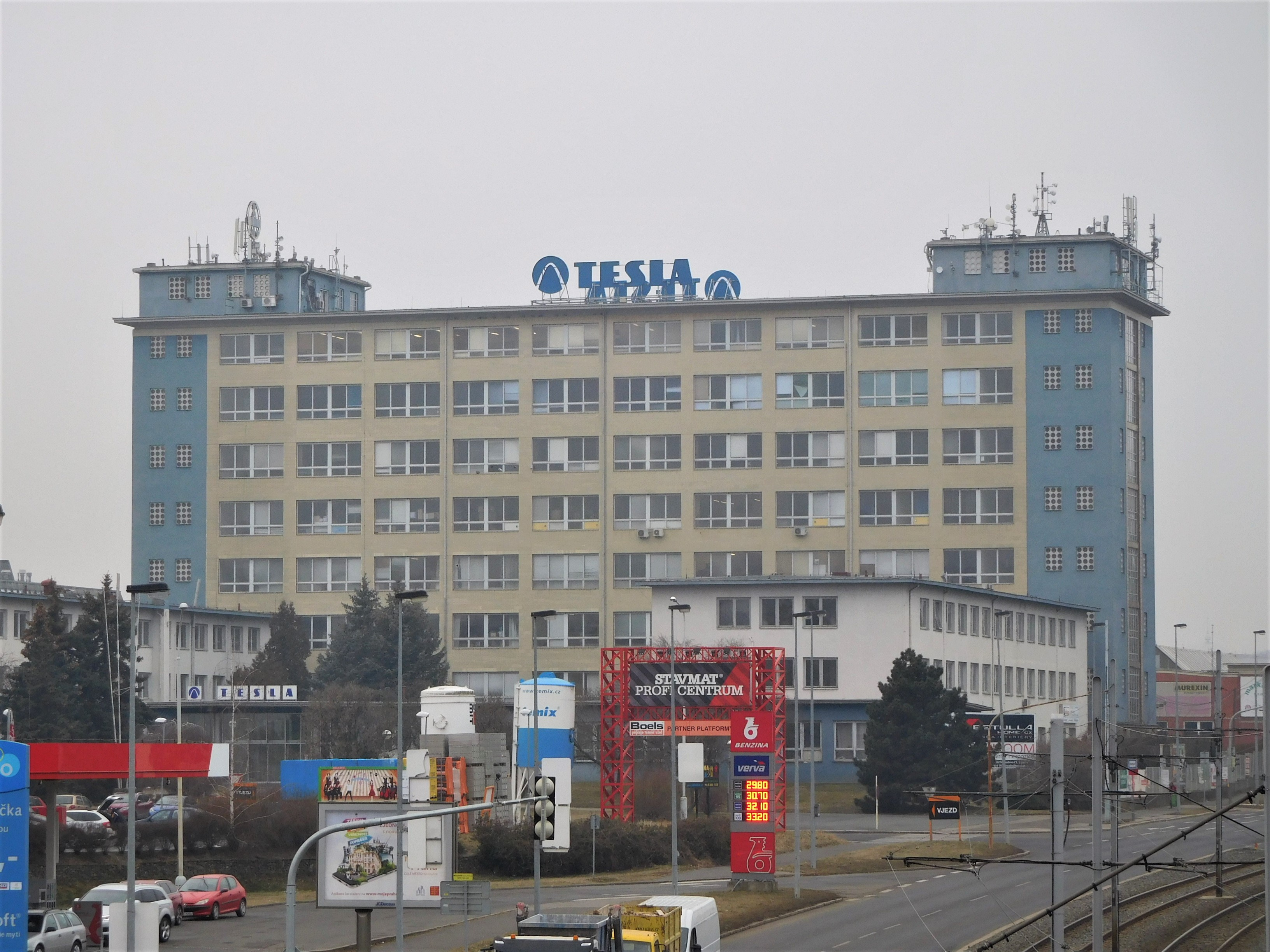
Dlouhodobé sídlo TESLA Hloubětín (zbouráno 2020)

Po společenských změnách v roce 1989 se jednotlivé části podniku osamostatnily a privatizovaly. Přímým pokračovatelem TESLA, n.p. se stala TESLA a.s. sídlící v Praze-Hloubětíně, později v Praze-Vysočanech. Ostatní české a slovenské „Tesly“ vznikly osamostatněním původních podniků, závodů a provozoven – a z větší části pak zanikly, protože nebyly úrovní modernizace a efektivity výroby schopny konkurence v novém tržním prostředí. Některé podniky se však přeměnily na soukromé firmy s jiným názvem (SEV Litovel, LITES Liberec, ETK Kolín), nebo se staly součástí větších celků (ON Semiconductor, AVX, Osram).
Existující „Tesly“ jsou tedy společnostmi s vlastními podnikatelskými aktivitami, bez majetkové vazby na TESLA, a.s., a právo k užívání ochranné známky TESLA si pronajímají od vysočanské společnosti:
- Inter-Sat Ltd. sídlící v Brně vyrábí od roku 2011 pod značkou TESLA set-top boxy, robotické vysavače, soundbary, antény, detektory pohybu a multifunkční tlakové hrnce.[9]
- Čínská společnost Changhong v Nymburce vyráběla od roku 2008 pod značkou TESLA televizory.[10] Šlo například o LCD televizory Tesla 1510, 2010 a 1710.[11]
- Od roku 2015 se vyrábějí baterie pod obchodním názvem Tesla Batteries, jde o baterie v různých produktových řadách, včetně tužkových či knoflíkových.

### Spor s Tesla Motors
Po řadě žalob ze strany TESLA a.s. na Tesla Motors Inc. byla 6. října 2010 podepsána smlouva o koexistenci obchodních značek Tesla, která upravuje vztahy mezi společnostmi.
Znění úvodní preambule smlouvy o koexistenci značek TESLA:
- (A) Tesla Motors vlastní řadu ochranných známek na aplikace a registrace, které se skládají nebo obsahují název TESLA.
- (B) Tesla Holding vlastní řadu ochranných známek na aplikace a registrace, které se skládají nebo obsahují název TESLA.
- (C) Tesla Holding a Tesla Motors si přejí uzavřít smlouvu o koexistenci vztahující se k ochranné známce TESLA.

## Současnost bývalých závodů
Podnik Tesla sestával z velkého množství závodů po celé Československé republice, z nichž každý se věnoval jinému druhu výroby a elektrotechnickému odvětví.

### Praha
- Tesla Hloubětín: Výroba rozhlasových přijímačů a vysílací techniky. Pozdější nástupnická společnost Tesla a.s., přímý pokračovatel bývalého koncernu Tesla a zároveň majitel ochranné známky. Vyrábí především vysílací zařízení, vojenské mikrovlnné systémy. K dubnu 2021 bylo sídlo v Hloubětíně zbouráno a společnost se přestěhovala do Vysočan na adresu Rubeška 215/1. Namísto něj vzniká residenční čtvrť Tesla Hloubětín. K 1. prosinci 2021 TESLA Hloubětín a.s. zanikla fúzí se společností TESLA, akciová společnost, které v té době již sídlily obě na stejné adrese ve Vysočanech. Od 20. června 2023 je TESLA, akciová společnost v insolvenčním řízení. Název TESLA Hloubětín s.r.o. si v lednu 2022 dala nově vzniklá společnost se sídlem v řadové bytovce v Praze-Hájích, s předmětem podnikání ostatní výroba, obchod, služby. Její jediná společnice Blanka Weisskopfová byla od vzniku společnosti v roce 2015 až do jejího zániku 1. 12. 2021 evidována jako jediný člen představenstva a skutečná majitelka TESLA Hloubětín a.s.[13]
- Tesla Karlín: Výroba telefonních ústředen a jejich součástí. Dnes Tesla Karlín a. s., řešení projektů telekomunikačních a datových sítí. Nové působiště se nachází v Pražské Hostivaři. Od roku 2019 se společnost soustředí především na oblast pronájmu nemovitých a movitých věcí a správu majetku.[14]
- Tesla Vršovice: Výroba elektronek a vakuové techniky. Dnes Tesla Electrontubes s.r.o., je výrobce průmyslových triod a dalších vakuových prvků, včetně vysílací techniky. Nové působiště se nachází v Říčanech u Prahy.
- Tesla Strašnice: Výroba televizorů a vysílací techniky. Po roce 1990 pokus o obnovu výroby televizorů Goldstar. Zánik je dle obchodního rejstříku datován ke 22. 3. 2007[15]
- Tesla Holešovice: Výroba žárovek. Dnes Tesla Lighting s.r.o., návrh, vývoj a prodej LED žárovek a svítidel pro domácnost i průmysl.
- Tesla Radiospoj: Výroba televizních snímacích, režijních, přenosových, záznamových, aj. studiových zařízení pro obraz i zvuk, ve spolupráci především s VÚZORT. Dnes neexistuje, stopy na internetu viz např. "Povídání bývalých zaměstnanců Tesla Radiospoj"

### Česká republika
- Tesla Blatná: Výroba součástí pro motorová vozidla – žárovky, zapalovací cívky a kabely, pojistky atd. Dnes TESLA BLATNÁ, a.s., výroba rezistorů, fotorezistorů, teplotních senzorů atd.
- Tesla Brno: Výroba elektronových mikroskopů a měřící techniky. Dnes TESCAN Brno (výroba elektronových mikroskopů).
- Tesla Hradec Králové: Výroba keramických kondenzátorů, krystalů pro oscilátory a krystalových filtrů. Zánik je dle obchodního rejstříku datován ke 21. 5. 2009[16]. Navazující společností se stal ELCERAM a.s., vyrábějící bílé a potištěné keramické substráty pro elektrotechnické účely. A KRYSTALY, Hradec Králové, a.s., vyrábějící piezoelektrické krystalové prvky.
- Tesla Jihlava: Výroba automobilových součástek, klávesnic a konektorů. Dnes Kolektor Tesla Jihlava s.r.o., výroba, vývoj, a prodej elektromechanických prvků pro automobilový průmysl, elektroniku a elektrotechnický průmysl. Dále TT Klávesnice, a.s, dceřiná společnost Tesly Jihlava, vyrábějící fóliové klávesnice a štítky.
- Tesla Kolín: Výroba radiopřijímačů a později řídících systémů pro NC stroje – NS-660, NS-905, NS-915. Dnes ETK Kolín, a.s., výroba rozvaděčů nízkého napětí a leteckých antén a TECO Kolín, a. s., výroba programovatelných automatů PLC.
- Tesla Lanškroun: Výroba kondenzátorů a rezistorů. Dnes navazující česká společnost Harlingen s.r.o. výroba kondenzátorů a odrušovacích prvků, teplotních sond, rezistorů, trimrů a dalších pasivních součástek. Další navazující společností je AVX Czech Republic s.r.o., dceřiná firma americké společnosti AVX Corp., výroba tantalových a NbO kondenzátorů pro high-end aplikace ve spotřební elektronice.
- Tesla Liberec: Výroba magnetofonů a techniky požární signalizace. Dnes LITES Liberec s.r.o., vývoj a výroba elektrické požární signalizace.
- Tesla Litovel: Výroba gramofonů, CD přehrávačů a dálkových ovladačů. Později jako ETA Litovel, vyrábějící gramofony pro firmy Pro-Ject a Lenco, CD přehrávače, zesilovače a reprosoustavy. Dnes SEV Litovel s.r.o., výroba gramofonů pro firmu Pro-Ject, autoelektriky, omývačů čelních skel automobilů, elektronických regulací vysavačů a kuchyňských strojků, statory a rotory pro firmu Märklin.
- Tesla Opočno: Výroba zabezpečovací techniky. Rozhodnutím ministra strojírenství a elektrotechniky České republiky ze dne 17.12.1990 byl státní podnik k datu 31.12.1990 zrušen bez likvidace a celý hmotný majetek tohoto státního podniku byl vložen ke dni 1.1.1991 do akciové společnosti NOVEX se sídlem v Opočně.[17] Ta však 1.3. 1994 také zkrachovala a její zbytky rozprodány. V areálu bývalé Tesly dnes sídlí firma Duo CZ, s.r.o., výroba elektrických zařízení a spínací mechaniky.
- Tesla Pardubice: Výroba televizorů, magnetofonů a vysílací techniky. Zánik je dle obchodního rejstříku datován ke 18. 3. 2011[18]. Navazuje T-CZ a.s. Výroba radarové a telekomunikační techniky.
- Tesla Přelouč: Výroba magnetofonů. Dnes neexistuje. Zánik je dle obchodního rejstříku datován ke 12. 3. 2003[19]. V areálu vyrábí součástky pro automobily společnosti Kiekert.
- Tesla Rožnov: Výroba elektronek, televizních obrazovek, integrovaných obvodů a televizorů. Nástupnické Tesla Sezam a Terosil byly v roce 2003 začleněny společností ON Semiconductor do svých struktur. Dnes výroba křemíku a čipů. Výroba obrazovek (tehdy už jako TVC Rožnov) ukončena roku 2008.[20]
- Tesla Valašské Meziříčí: Výroba reproduktorů, sluchátek, mikrofonů a mikrofonních sad. Pokračovala jako TVM Acoustics s.r.o. s výrobou reproduktorů a reproduktorových soustav do roku 2010, kdy byla zadlužená firma za podivných okolností postupně zlikvidována[21].
- Tesla Vimperk: Bývalý pobočný závod Tesly Hloubětín, výroba měřicí techniky aj. pomocných zařízení pro TV a rozhlasové vysílače. Dnes zcela přestavěn jako pobočný výrobní závod německé společnosti ROHDE & SCHWARZ s podobným výrobním programem elektroniky.
- Tesla Vrchlabí: Výroba elektronek, digitronů, LED, LCD, tyristorů a triaků, měřicích zařízení, zákaznických přístrojů, čítačů a kalkulaček. Do roku 2012 jako OPTREX ve vlastnictví japonské společnosti, později OCZ Vrchlabí a.s. vyrábějící LCD displeje a speciální elektroniku. Veškerá výroba ukončena k 31. 12. 2015 a podnik částečně zakonzervován, vybavení rozprodáno. V části areálu působí kovovýroba NaF a.s. vyrábějící postupové nástroje, formy a výlisky.
- Metra Blansko: Výroba měřících přístrojů. Dnes Metra Blansko a.s., výroba měřících a revizních přístrojů, zakázková výroba strojírenská a elektro.
- Metra Šumperk: Pobočný závod Metry Blansko, výroba měřící techniky – teploměry, manometry a další. Dnes Apator Metra, s.r.o. se stejným výrobním programem. Vlastníkem je polská společnost Apator Powogaz S.A., která patří do skupiny Apator S.A.
- Metra Ústí nad Labem: Dnes neexistuje.

### Slovenská republika
- Tesla Bratislava: Výroba radiopřijímačů. Dnes neexistuje, posledním výrobkem byl radiopřijímač Progresson 447A (1988–1990) nové sjednocené designové řady.
- Tesla Liptovský Hrádok: Výroba telekomunikační techniky. Dnes stále jako Tesla Liptovský Hrádok a.s.: výroba telekomunikační techniky, plošných spojů, přesné zpracování plechů a kalibrace.
- Tesla Moldava nad Bodvou: Výroba zářivek a žárovek. Výroba sem byla převedena z likvidované Tesly Holešovice. Od roku 1991 samostatná akciová společnost s řadou dalších činností, v roce 2015 byl na podnik vyhlášen konkurs.
- Tesla Nové Zámky: Výroba žárovek. Dnes Osram Slovakia, dceřiná společnost OSRAM Licht AG vyrábějící žárovky a světelné zdroje. Má svůj závod také v Bruntále, kde vyrábí speciální osvětlovací komponenty, jemné dráty a spirály.
- Tesla Orava: Výroba televizorů. Nástupce Oravská televízna fabrika (OTF) vyráběla CRT televizory vycházející z původní řady Tesla Color až do roku 2000, kdy zkrachovala.[22] Podnik poté zakoupila konkurenční společnost OVP Nižná, s vlastní výrobní typovou řadou, ale i ta po neúspěšné snaze zavést výrobu LCD televizorů skončila s výrobou po roce 2010. Dnes Orava Retail s.r.o., vývoj a prodej spotřební elektroniky: televizorů, set top boxů, DVD přehrávačů, audiotechniky, produkty pro domácnost, kuchyňské spotřebiče a svítidla. Výroba je zajištěna třetí stranou. Další firma FKH electronic pod názvem Orava prodává televizory, které s původní výrobou nemají nic společného a jen užívají licence k této značce.[23]
- Tesla Piešťany: Výroba polovodičových součástek. Dnes ON Semiconductor Slovakia, Piešťany, ale pouze jako středisko zákaznické podpory – vývojové centrum bylo převedeno do Bratislavy a výroba v Piešťanech ukončena roku 2009.
- Tesla Stropkov: Výroba telefonních přístrojů a ústředen. Dnes stále jako Tesla Stropkov a.s.: výroba domácích telefonů, zvonkových tabel, elektroinstalačního materiálu, elektronických zámků a houkaček.
- Tesla Vráble: Výroba zesilovačů a zvukových řetězců pro kina, divadla, školní a městské rozhlasové ústředny. Dnes neexistuje.